# Vittore Carpaccio
Pour les articles homonymes, voir Carpaccio (homonymie).
Vittore Carpaccio, né vers 1465 à Venise (Italie) et mort en 1525 ou 1526 à Capo d'Istria, de son vrai nom Scarpazza ou Scarpaccia, est un peintre italien narratif de l'école vénitienne, émule de Gentile Bellini et de Lazzaro Bastiani, et influencé par la peinture flamande.

## Biographie
Vittore Carpaccio ou Vittore Scarpaccia fut l'un des premiers à utiliser la présence de l'architecture, préfigurant un genre, les vedute (paysages urbains). Il traite invariablement de manière grave et naïve, parfois pittoresque, la réalité vénitienne, en marge de la mode picturale de son époque.
Il fut toute sa vie au service des Scuole (écoles), confréries charitables et de bienfaisance qui employaient des artistes dont les mécènes étaient d’illustres familles vénitiennes, ce qui explique que leurs emblèmes figurent en bonne place dans ses œuvres. Le système des commandes, s'organise à l'intérieur d'un réseau complexe d'échanges et de conflits, d'intérêts économiques corporatifs et de contributions patriciennes occasionnelles. Dans ce processus très élaboré, le parti pris décoratif compte peu au regard de la volonté d'affirmation du prestige d'un particulier, d'un groupe ou d'une institution. Cela explique l'abondance des portraits dans les grands cycles, commanditaires, bienfaiteurs et figures de l'autorité en place.

### Jeunesse, formation et Venise à la fin duXVesiècle

Vierge à l'enfant bénissant, 1505-1510,, huile sur panneau, National Gallery of Art, Washington (district de Columbia).

Carpaccio naquit vers 1465 et reçut sa formation artistique au cours des dix dernières années du siècle. À cette époque Venise s’apprête à conquérir le titre de la ville la plus triomphante et la mieux gouvernée de l’Occident, comme nous en informe dans ses « Mémoires » Philippe de Commynes, voyageur attentif et fort crédible, émerveillé par cette ville dans laquelle il avait été envoyé en 1495 pour assurer la préparation diplomatique de l’expédition de Charles VIII. La république de Saint Marc, joue encore un rôle prépondérant en Méditerranée grâce à sa flotte. Le long du Grand Canal, marchés et « fondachi » étrangers prospèrent, et la ville prend son aspect définitif. Les jeunes patriciens ne se contentent pas de fréquenter l’antique université de Padoue ; ils suivent également les cours de l’École de logique et de philosophie naturelle ouverte au Rialto et d’une autre école d’orientation humaniste, florissante depuis le milieu du XVe siècle près de Saint Marc. À la fin du siècle, sont publiés à Venise des ouvrages modernes tant par la perfection de leur impression que par la variété des sujets de culture ancienne et contemporaine dont ils traitent, surtout grâce à Aldo Manuzio, qui ouvre son imprimerie en 1489 à Venise et publie des volumes prestigieux. Le renouveau de la vie culturelle bouleversa profondément tous les domaines artistiques à Venise. Les précieuses constructions en marbre de Pietro Lombardo, les édifices nouveaux et anciens, les églises, les « scuole » et les palais s’enrichissent de sculptures, d’objets précieux, de fresques et de peintures typiques du début de la Renaissance.

### Pour la Scuola di Sant'Orsola
Le goût de Vittore Carpaccio pour les histoires peut se développer librement dans le cycle de peintures consacré aux épisodes de la vie de sainte Ursule, destiné à la Scuola di Sant'Orsola. D'après les dates des cartouches, il en a peint les différents épisodes dans le désordre entre 1490 et 1495. Selon La Légende dorée, cette princesse bretonne, fiancée au Prince d'Angleterre, fut tuée à Cologne par les Huns, à son retour d'un pèlerinage.

### Pour la Scuola Grande di San Giovanni Evangelista
Il a collaboré avec Gentile Bellini et deux autres représentants de la tradition narrative vénitienne, Lazzaro Bastiani et Giovanni Mansueti, au cycle de tableaux réalisé pour la Scuola Grande di San Giovanni Evangelista, conservé aujourd'hui aux Gallerie dell'Accademia. Alors occupé par le cycle de Sainte Ursule, il a pris le temps de répondre à l'appel de Gentile Bellini dont il était peut-être l'élève. Il réalise en 1500 le Miracle de la relique de la croix (guérison miraculeuse d'un possédé au Rialto). L'événement est décentré à gauche dans le tableau, comme une scène qui s'inscrit dans la vie quotidienne de la ville.

### Pour la Scuola Dalmata di San Giorgio degli Schiavoni
Entre 1501 et 1503 il exécute pour la Scuola Dalmata di San Giorgio degli Schiavoni, consacrée à Saint Georges et à Saint Tryphon, deux grandes toiles représentant Saint Georges et le Dragon, les deux peintures de saint Jérôme et le Lion et Les Funérailles de saint Jérôme, ainsi que La Vision de saint Augustin. Quelques années plus tard, il termine le cycle par un Baptême des Sélénites et réalise Saint Tryphon exorcise la fille de l'empereur Gordien, confié pour une grande part à un peintre de son atelier.

### Retables
Entre 1510 et 1520 il exécute des retables d'autels et réalise en particulier celui de la Crucifixion et apothéose des Dix Mille Martyrs du mont Ararath en 1515. Cette scène ornait autrefois l'autel élevé en l'honneur des martyres par Ettore Ottobon, neveu du prieur Francesco, dans l'église de Sant'Antonio di Castello. Ce tableau particulier, construit à la verticale, représente l'épisode de soldats romains convertis au christianisme et exécutés par leur propre empereur, allié pour l'occasion aux rois païens d'Orient. Il a une importance historique car il a été commandé au moment où l'empereur Maximilien cherche à s'allier avec le sultan ottoman Sélim Ier pour attaquer Venise.

### Dernières années
La force créatrice du maître, fidèle aux conquêtes et aussi aux limites de la vision du xve siècle, semble s'atténuer, au cours de la deuxième décennie du siècle, comme s'il était écrasé par la modernité des gloires naissantes du cinquecento vénitien. D'autre part, l'intervention toujours plus fréquente de l'atelier, déjà perceptible dans la série des six scènes de la vie de la Vierge peintes pour la Scuola degli Albanesi (it) (aujourd'hui, partagée entre l'Académie Carrara à Bergame, la Brera, le Museo Correr et la Ca' d'Oro à Venise), alourdit souvent ses œuvres. Les scènes de la vie de saint Étienne de la Scuola di Santo Stefano (it) (1511-1520), partagées entre la Brera, le Louvre, les musées de Stuttgart et de Berlin, gardent toutefois, surtout dans certains épisodes (Dispute de saint Étienne parmi les docteurs au Sanhédrin), 1514, Brera ; La Prédication de saint Étienne à Jérusalem, 1514, Musée du Louvre), un chromatisme lumineux, un sens concret de l'espace, une netteté formelle et une limpidité aérienne qui désignent encore le meilleur Carpaccio. Cependant, sa production tardive, réservée en partie à la province et partagée avec ses fils Benedetto et Piero, révèle que la parabole de Carpaccio décline désormais dans le sens de la sécheresse et de la faiblesse académique (œuvres à la cathédrale et au musée de Capodistria).
Carpaccio fit preuve au cours de la plus grande partie de sa carrière d’une extraordinaire indépendance d’expression par rapport à la tradition figurative vénitienne, et il garda un attachement profond à la culture de la fin du XVe siècle. Dès le début de la dernière décennie de ce siècle, son langage figuratif atteignit une conscience pleine et originale, résultat des expériences vécues dans les milieux humanistes les plus cultivés. Son choix difficile de se mettre volontairement en concurrence avec les nouvelles tendances, se contentant de traduire la réalité objective en rêves enchantés de grande valeur symbolique, étrangers au naturalisme moderne, explique l’absence d’un atelier organisé ou de disciples de valeur. Et qui explique aussi, en partie, les rôles de narrateur épidermique et de peintre de genre dans lesquels l’historiographie artistique confina longtemps Vittore Carpaccio, avant que la critique moderne n’en reconnût la grandeur créatrice, géniale et solitaire.

## Œuvre

### Principales œuvres

#### 1490 à 1500

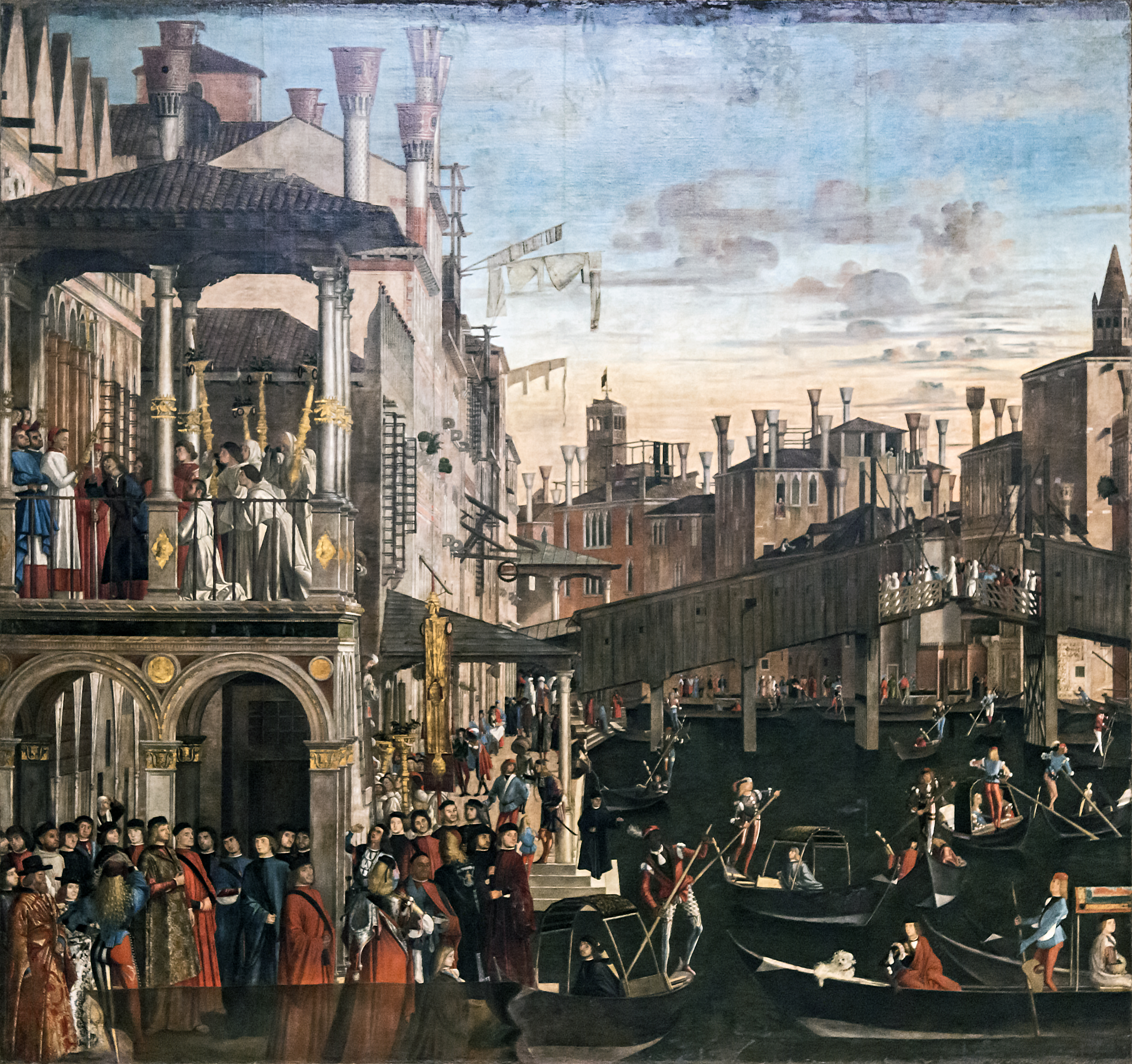
Le Miracle de la relique de la Croix au Pont du Rialto, 1496,, tempera sur toile, Gallerie dell'Accademia de Venise.

- Polyptyque de Zadar, vers 1480-1490, huile sur panneau, cathédrale Sainte-Anastasie, Zadar, Croatie
- Le Christ mort soutenu par deux anges, vers 1490, technique mixte sur bois, 32,2 × 53 cm, collection Alana (acquisition 2010), Newark (Delaware), États-Unis[6]
- Hallebardiers et vieillards, fragment d'une Crucifixion, v. 1490, huile sur toile, 68 × 42 cm, Musée des Offices, Florence[7]
- Deux Dames vénitiennes (Les Deux Courtisanes), 1490, tempera et huile sur bois, 94 × 64 cm, Musée Correr, Venise[8]
- Chasse sur la lagune, vers 1490-1495, J. Paul Getty Museum. Partie supérieure du tableau des Deux dames vénitiennes[9].
- Neuf toiles de La Légende de sainte Ursule à la Gallerie dell'Accademia de Venise :
  - L'Arrivée des ambassadeurs anglais à la cour du roi de Bretagne, 1497-1498, 275 × 586 cm
  - Les Adieux des Ambassadeurs, 1497-1498, 275 × 586 cm
  - Le Retour des ambassadeurs à la cour d'Angleterre
  - La Rencontre des fiancés et le départ des pèlerins, 1497-1498, 297 × 527 cm
  - Le Rêve de sainte Ursule, 1495, 274 × 267 cm
  - La Rencontre des pèlerins avec le pape Cyriaque, 1495, 280 × 611 cm
  - L'Arrivée des pèlerins à Cologne
  - Le Martyre des pèlerins et les funérailles de sainte Ursule, 1493, 271 × 561 cm
  - L'Apothéose de sainte Ursule et ses compagnes
- Le Miracle de la relique de la Croix au pont du Rialto, 1494-1495, 365 × 389 cm, Gallerie dell'Accademia
- L'Ambassade qu'Hippolyte, la reine des Amazones envoie à Thésée, roi d'Athènes, vers 1495, huile sur bois, 102 × 145 cm, Musée Jacquemart-André
- Méditation sur la Passion du Christ, v. 1490-1510, huile et détrempe sur bois, 70,5 × 86,7 cm, Metropolitan Museum of Art, (New York) ;

#### 1500 à 1510

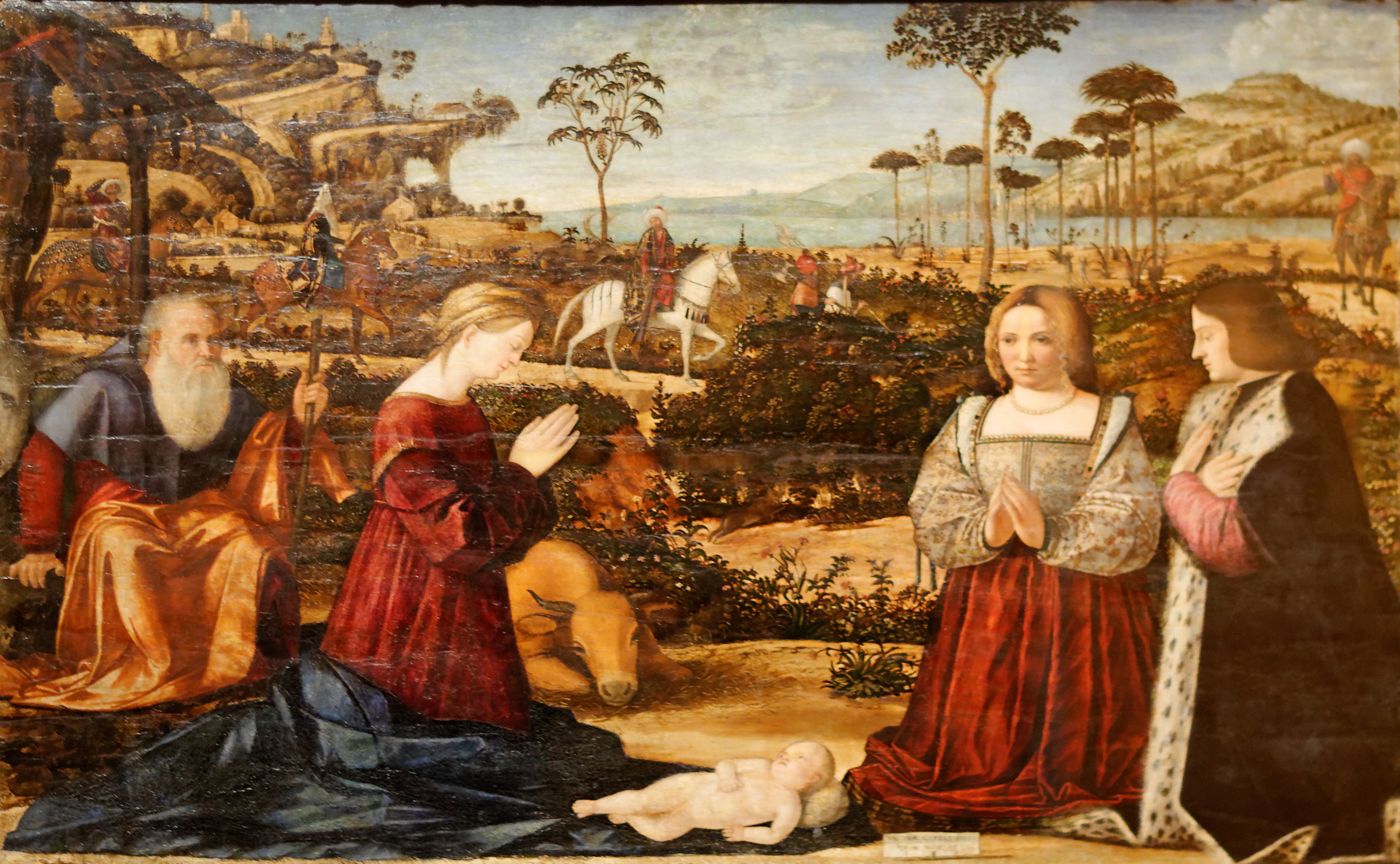
Sainte Famille et Donateurs, 1505. Musée Calouste-Gulbenkian, Lisbonne

- La Fuite en Égypte, 1500, huile sur bois, 72 × 11 cm, National Gallery of Art, Washington
- Sainte Conversation, vers 1500, huile sur bois, 98 × 127 cm, Musée du Petit Palais (Avignon)
- Portrait du doge Leonardo Loredan[10], 1501-1502, Académie Carrara, Bergame
- Métamorphose d'Alcyone, v. 1502-7, huile sur bois, 69,5 × 125,9 cm, Philadelphia Museum of Art[11]
- Cycle de la Scuola di San Giorgio degli Schiavoni illustrant la  vie de trois saints : Georges, Jérôme et Tryphon :
  - Saint Georges et le Dragon, 1501-1502, toile, 141 × 360 cm
  - Saint Georges triomphant du dragon à Silenà, 1501-1502, 141 × 360 cm
  - Baptême des Silénites[12], 1506-1507 ou 1511-1512, toile, 141 × 285 cm
  - Miracle de saint Tryphon,
  - La Prière au Jardin des Oliviers,
  - La Vocation de saint Matthieu,
  - Saint Jérôme ramenant le lion au monastère, 1502, toile, 141 × 211 cm
  - Funérailles de saint Jérôme, 1502, toile, 141 × 211 cm
  - Saint Augustin dans sa cellule recevant la vision de saint Jérôme, 1503, toile, 141 × 210 cm.[pas clair]
  - La Vision de saint Augustin (1502-1507), huile sur toile 144,1 × 202,2 cm, Scuola di San Giorgio degli Schiavoni, Venise.[pas clair]
- Nativité de la Vierge, 1504, toile, 126 × 129 cm, Académie Carrara, Bergame
- La Préparation de la tombe du Christ, vers 1505, huile sur toile, 145 × 185 cm, Gemäldegalerie (Berlin)[13].

#### 1510 à 1520

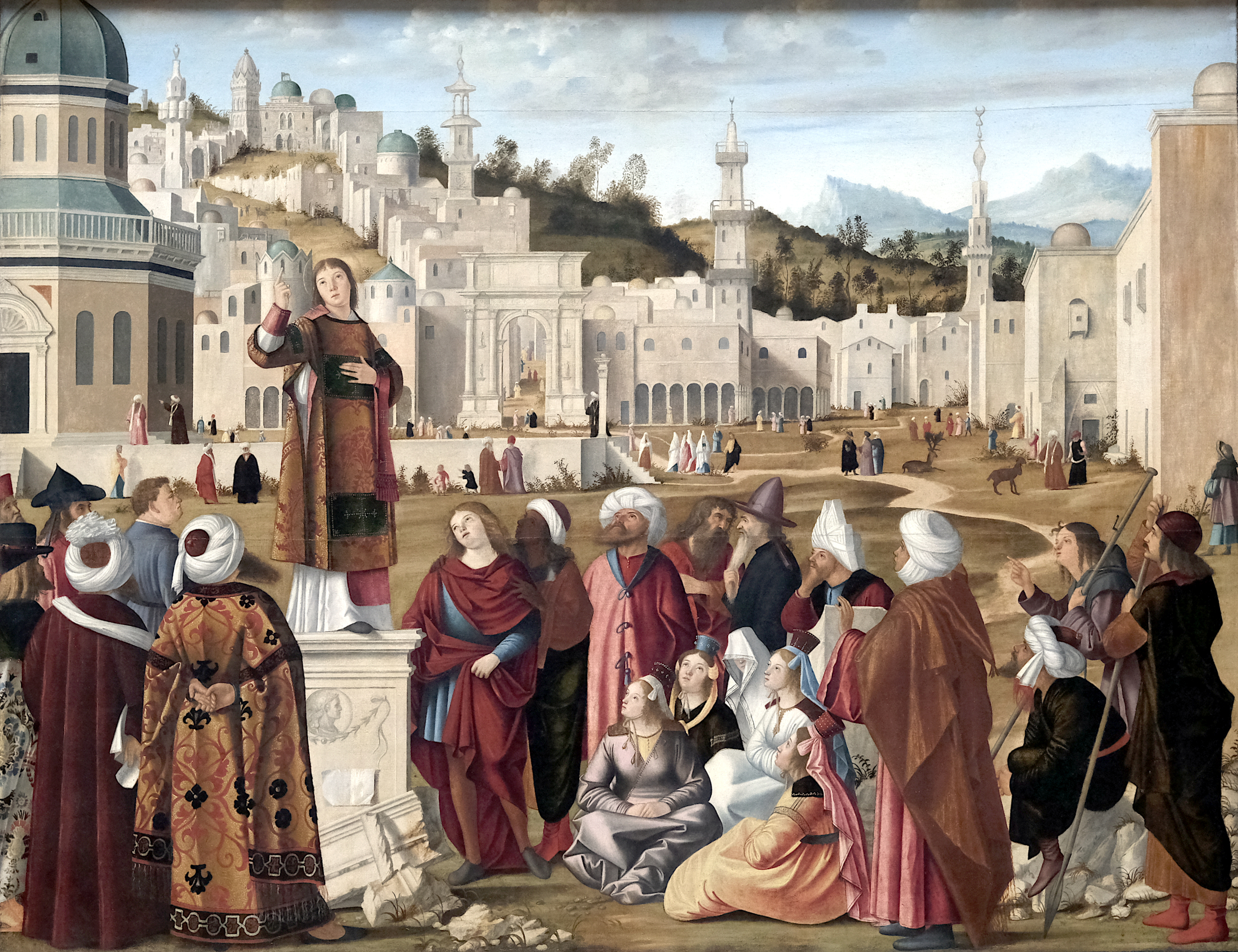
La Prédication de saint Etienne à Jérusalem (Louvre, Inv181).

- Présentation de Jésus au temple, 1510, bois, 421 × 236 cm, Gallerie dell'Accademia de Venise. Ce retable provient de l'Église San Giobbe et se trouvait sur l'autel voisin de celui de Giovanni Bellini.
- Portrait d'un jeune chevalier dans un paysage, 1510, huile sur toile, 218,5 × 152,2 cm, Musée Thyssen-Bornemisza, Madrid
- Six scènes de la vie de saint Étienne, 1511-1520 
  - La Prédication de saint Étienne à Jérusalem, toile, 148 × 194 cm, Musée du Louvre
  - La Dispute de Saint Étienne au milieu des docteurs dans le Sanhédrin, Pinacoteca di Brera, Milan[14]
  - Saint Étienne est consacré diacre, Tempera sur toile, 148 × 231 cm, Staatliche Museen, Berlin
  - La Lapidation de saint Étienne, Tempera sur toile, 142 × 170 cm, Staatsgalerie, Stuttgart
  - sixième scène de la vie de saint Étienne (Venise ?)
- Crucifixion et apothéose de dix mille martyrs du mont Ararat, 1515, toile, 141 × 211 cm, Gallerie dell'Accademia de Venise
- Saint Georges et le Dragon, 1516, toile, 180 × 226 cm (panneau principal et 16 × 52 cm chaque unités de la prédelle, San Giorgio Maggiore
- Lion de saint Marc (1516), palais des Doges de Venise.

### Sans date

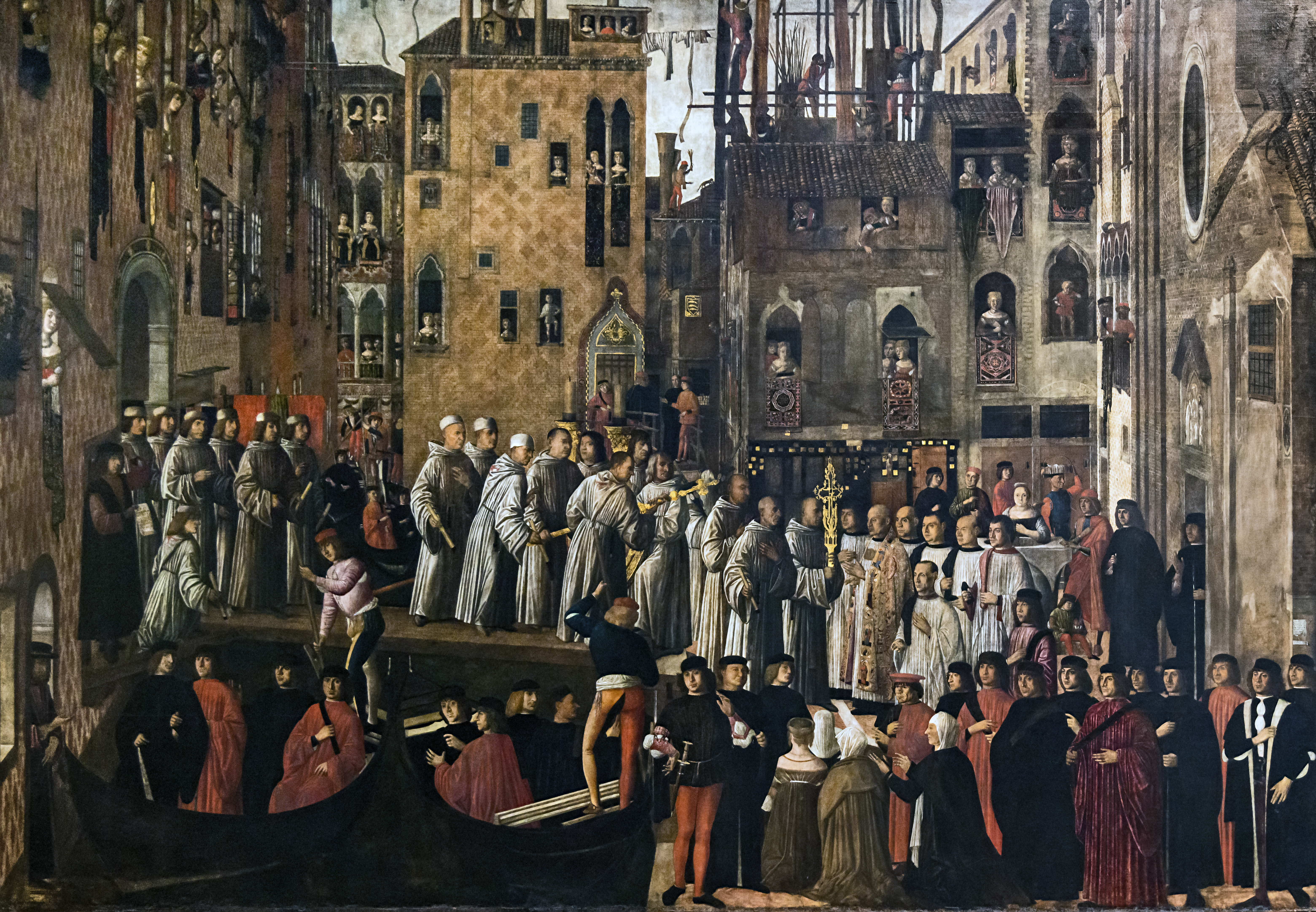
Giovanni di Niccolò Mansueti, Miracle de la Relique de la Sainte Croix à l'Église San Lio.

- Cycle de Saint Jean l'Évangéliste, Scuola Grande di San Giovanni Evangelista (scuola grande de Saint-Jean l'Évangéliste). Cycle de peintures des miracles de la Croix (Carpaccio, Mansueti, Bastiani, Bellini, Rusconi) ;
- Mise au tombeau, Berlin ;
- Six saints (Jacques le Majeur, Antonio Abate, André l'apôtre, Dominique de Guzman, Laurent et Nicolas de Bari), Académie Carrara, Bergame ;
- Saint Roch (et portrait du donateur), Académie Carrara, Bergame ;
- La Vierge trônant et quatre saints (Vicence) ;
- Christ (Udine) .
- Vierge à l'enfant, Fondation Bemberg, Toulouse

### Galerie

Œuvres de Vittore Carpaccio
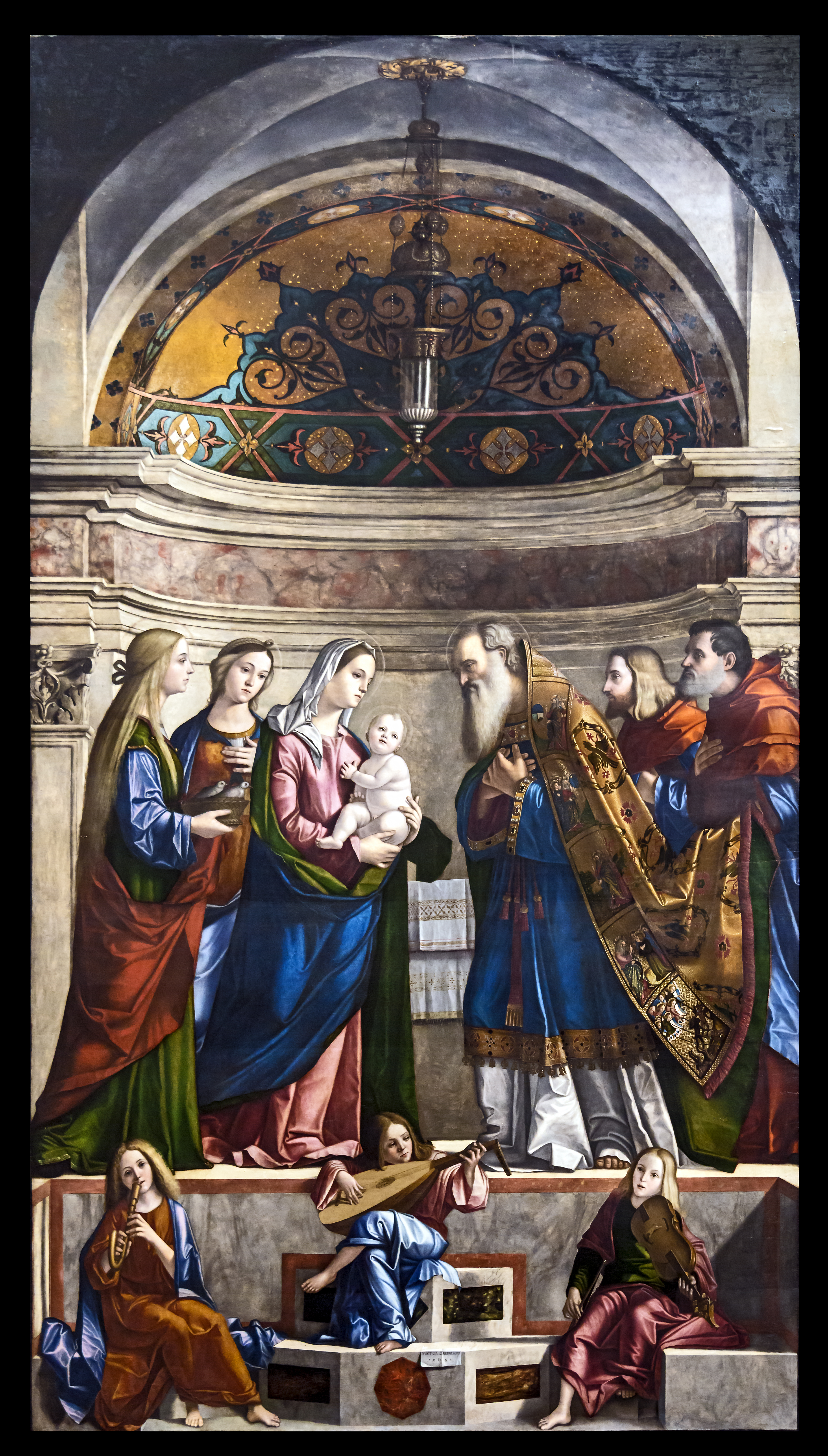
Présentation de Jésus au temple, 1510, Gallerie dell'Accademia de Venise.
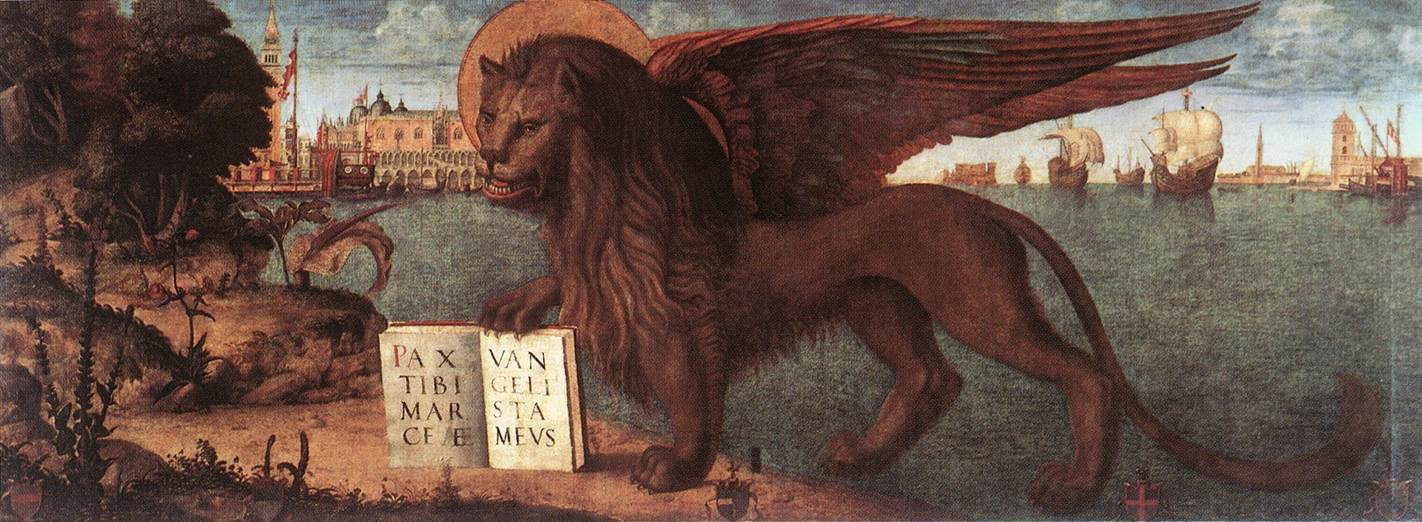
En 1516, Vittore Carpaccio peint le Lion de Saint-Marc, emblème de la république de Venise. Tempera sur toile, 130 × 368 cm, Palais des Doges
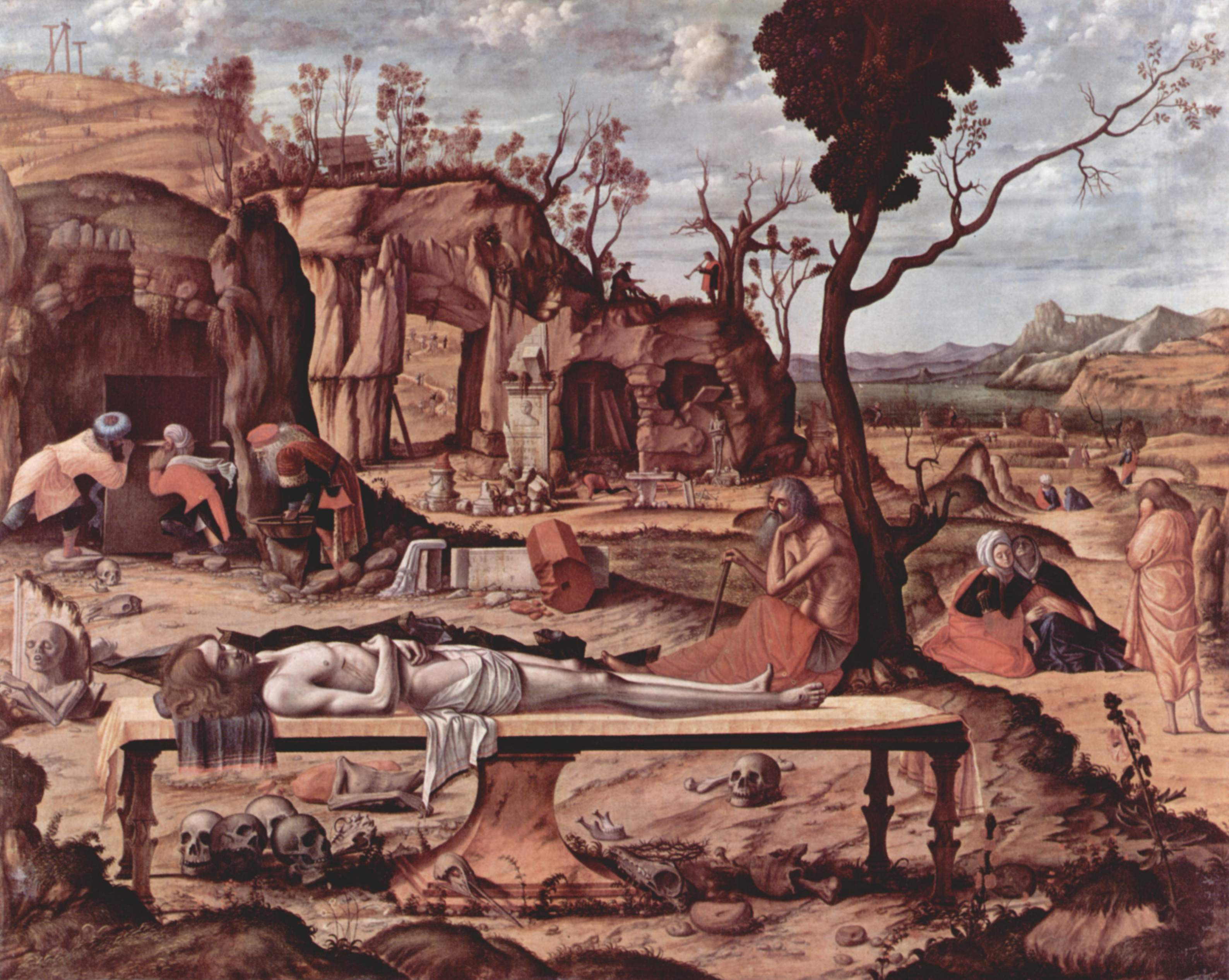
La lamentation sur le corps du Christ mort, Gemäldegalerie (Berlin)
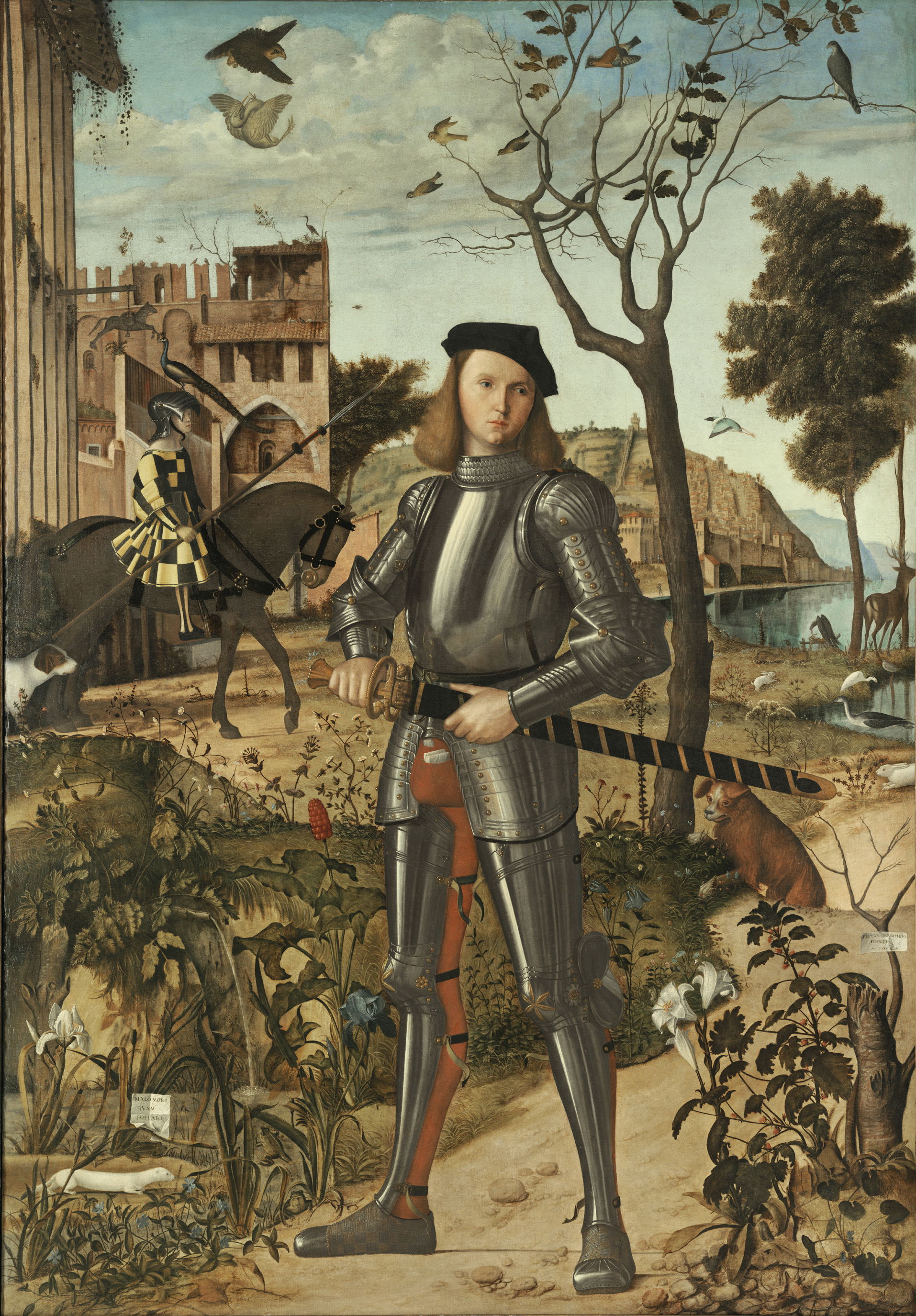
Jeune Cavalier dans un paysage. Musée Thyssen-Bornemisza

### Cycles de toiles peintes

#### La Légende de sainte Ursule
Le grand cycle légendaire sur l'histoire de sainte Ursule est un ensemble réalisé entre 1490-1500, destiné à la Scuola de Sainte Ursule, détruite au XIXe siècle. L'ensemble des toiles se trouve à la Gallerie dell'Accademia de Venise.

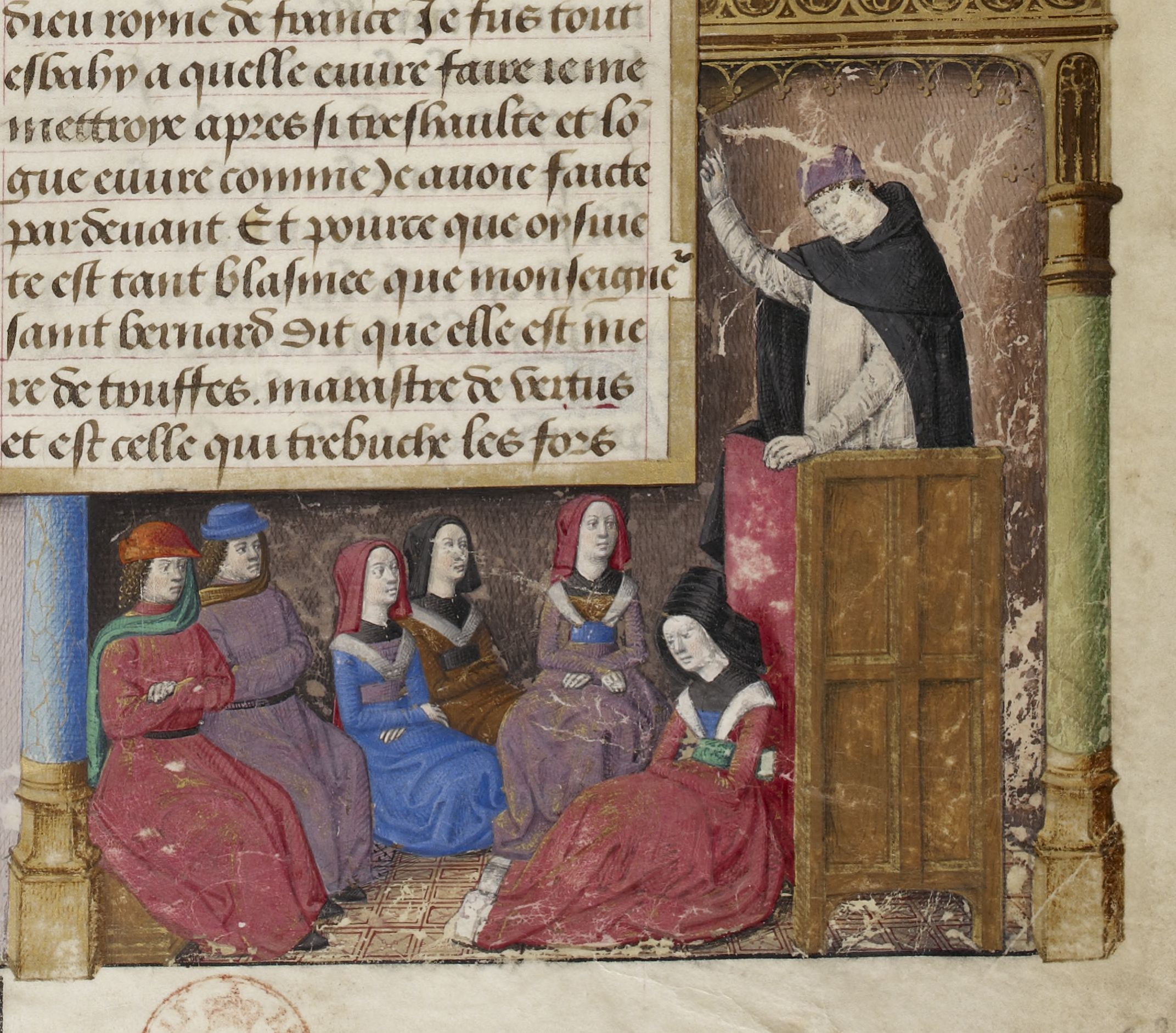
Maître de Jacques de Besançon. Jacques de Voragine prêchant, détail d'une miniature de frontispice d'un manuscrit de la Légende dorée. vers 1480-1490, enluminure sur parchemin. Bibliothèque nationale de France.

Le cycle comporte huit toiles et un retable. C’est une narration précise et élégante tirée de la Légende dorée de Jacques de Voragine qui oscille constamment entre l’évocation profane des fêtes vénitiennes et l’atmosphère de recueillement intérieur qui dit la vie de l’âme.

##### Épisode IX: l'apothéose de sainte Ursule et ses compagnes
Pour suivre le détail des différentes toiles et retable : Le cycle de la Légende de Sainte Ursule.

Cycle de sainte Ursule
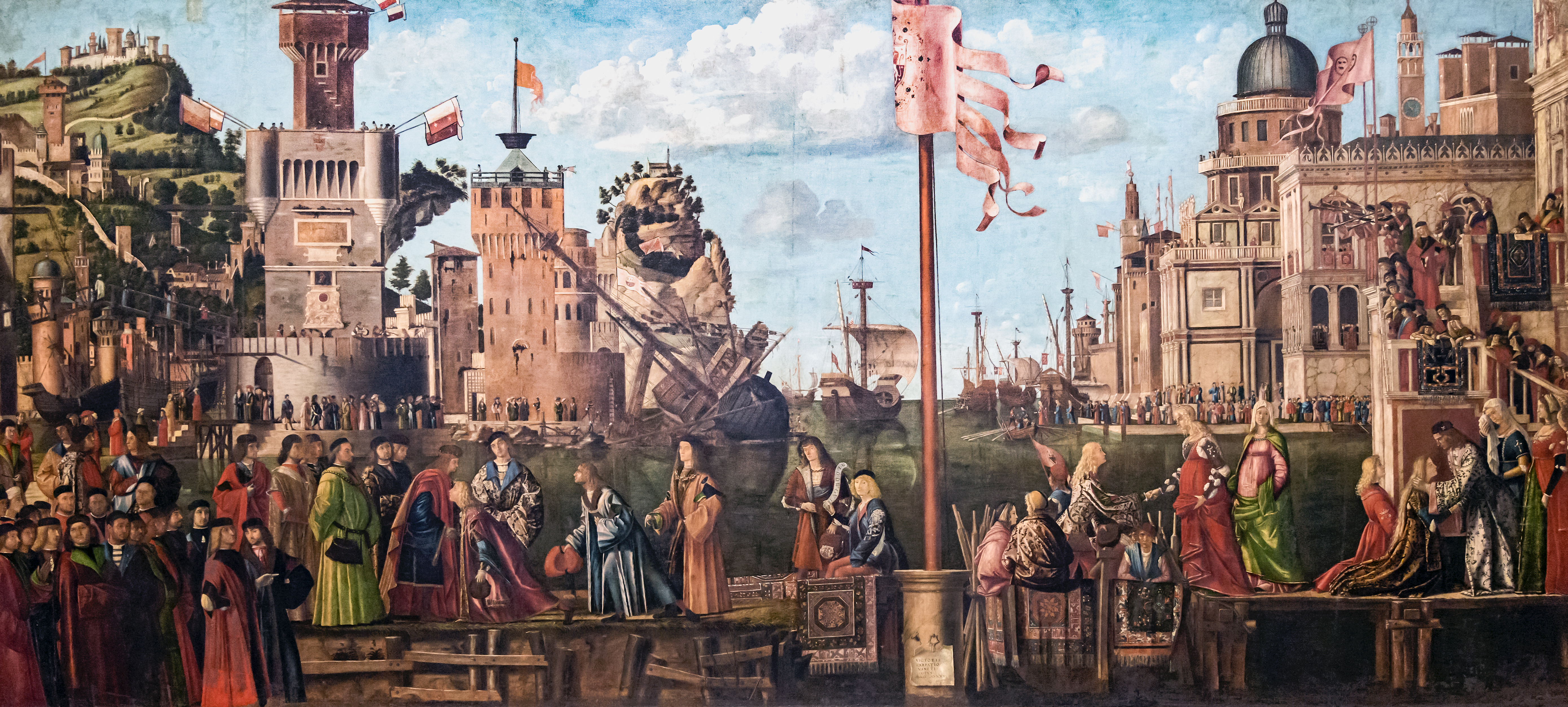
La Rencontre des fiancés et le départ en pèlerinage, d’après l’Histoire de sainte Ursule, 280 × 611 cm, vers 1495, huile sur toile, Gallerie dell'Accademia de Venise.
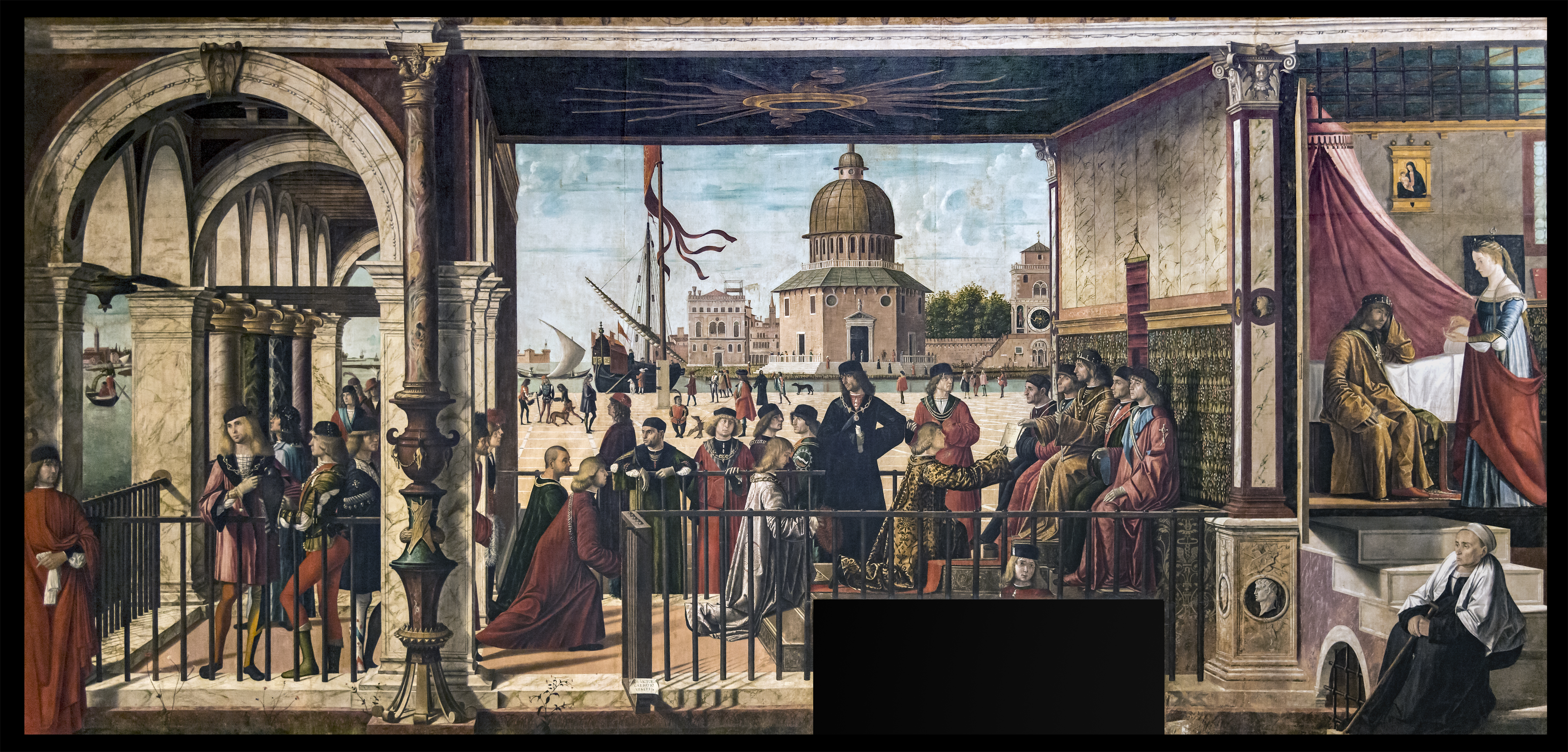
La légende de la vie de sainte Ursule. Arrivée des ambassadeurs anglais, 275 × 589 cm, entre 1495-1500, huile sur toile, Gallerie dell'Accademia de Venise.
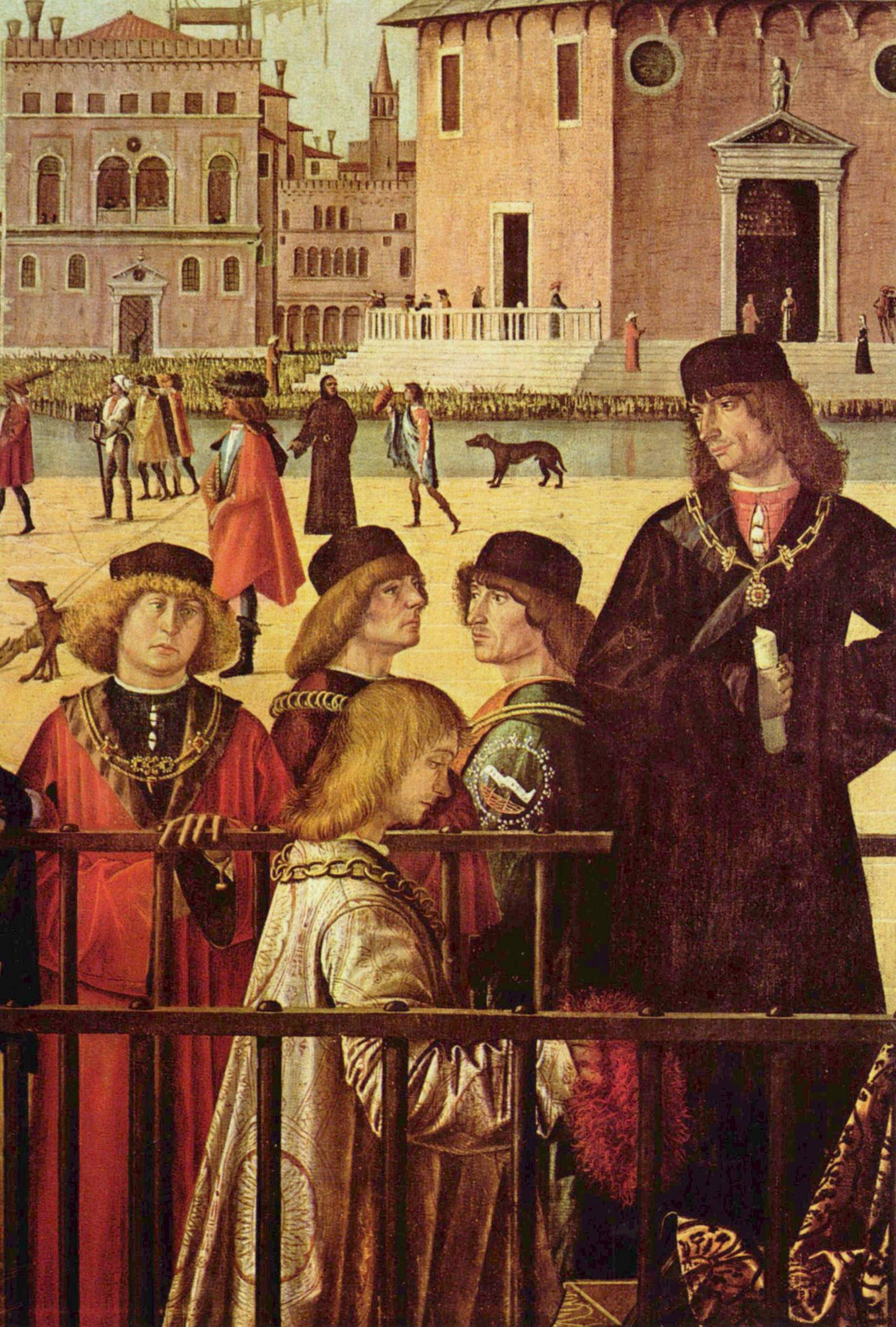
La légende de la vie de sainte Ursule (détail). Arrivée des ambassadeurs anglais, vers 1495, huile sur toile, Gallerie dell'Accademia de Venise.
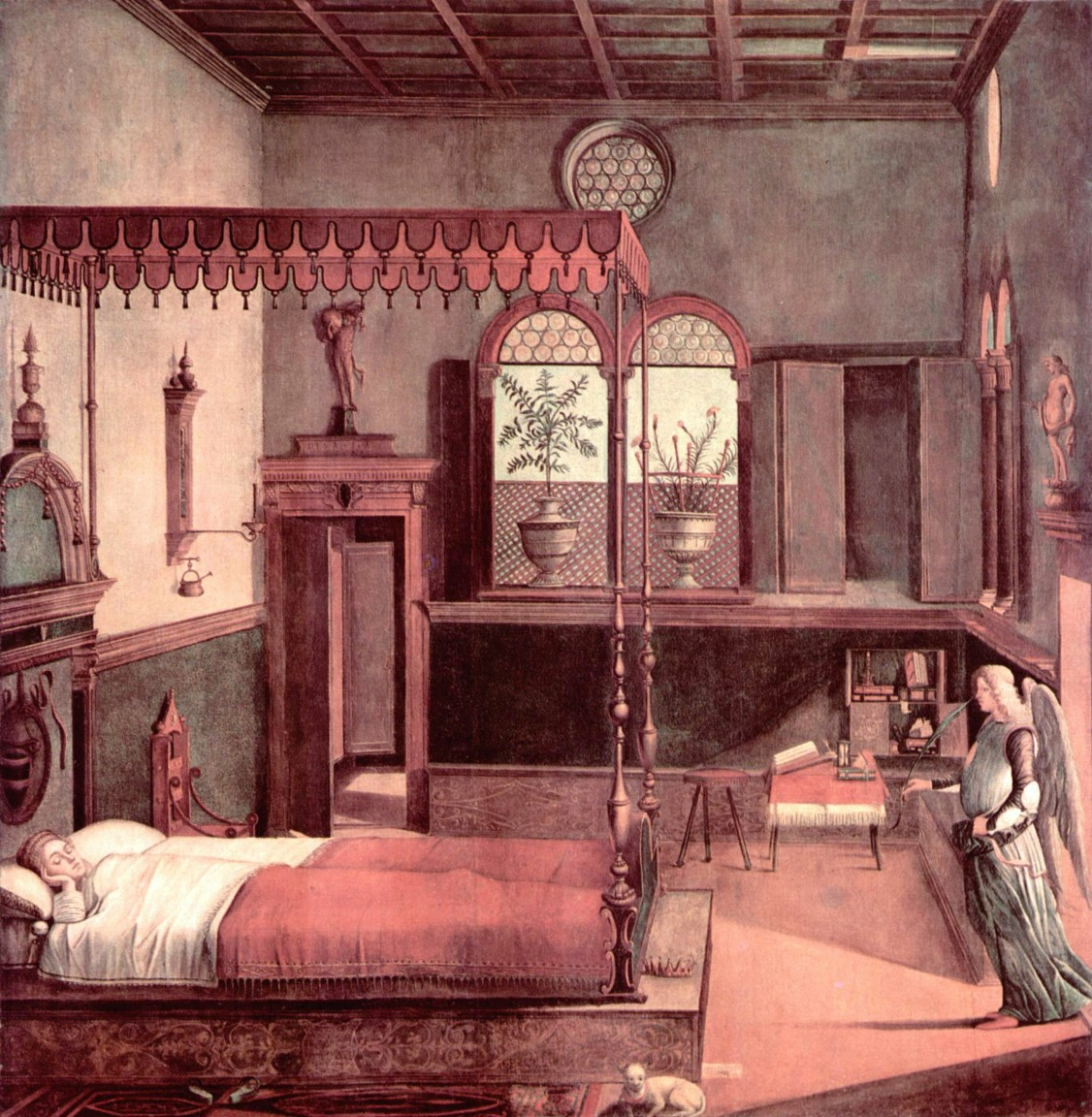
Le songe de sainte Ursule, entre 1495-1500, 274 × 267 cm, huile sur toile, Gallerie dell'Accademia de Venise.

#### Histoires des saints Georges, Tryphon et Jérôme
Au XVe siècle, la Dalmatie (une partie de la Croatie actuelle) fait partie de la république de Venise. Des marchands et marins originaires de cette région s'installent à Venise et se regroupent au sein d'une confrérie, reconnue en 1451 par Venise, la Scuola di San Giorgio degli Schiavoni (en français les Esclavons, nom d'une population de la Croatie actuelle). Elle est aussi connue sous le nom de Scuoloa Dalmatia (des Dalmates). La Scuola se place sous le patronage des Saints Georges, Tryphon et Jérôme.
Cycle de Georges de Lydda, Tryphon de Lampsaque et Jérôme de Stridon, entre 1502-1507, huile sur toile. Chapelle de la Scuola di San Giorgio degli Schiavoni (école de Saint Georges des esclavons), Venise.

Cycle des saints Georges, Tryphon et Jérôme
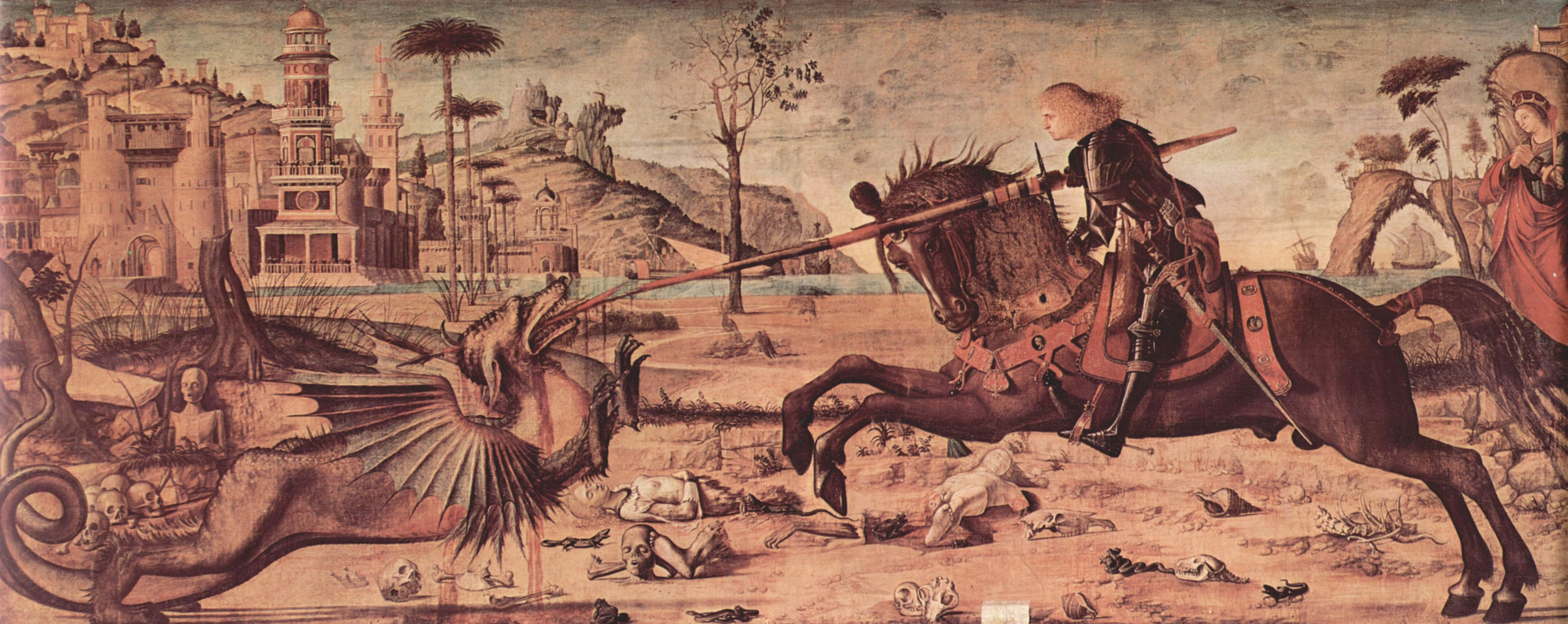
Saint Georges et le Dragon, 141 × 360 cm, huile sur toile, Scuola di San Giorgio, Venise.
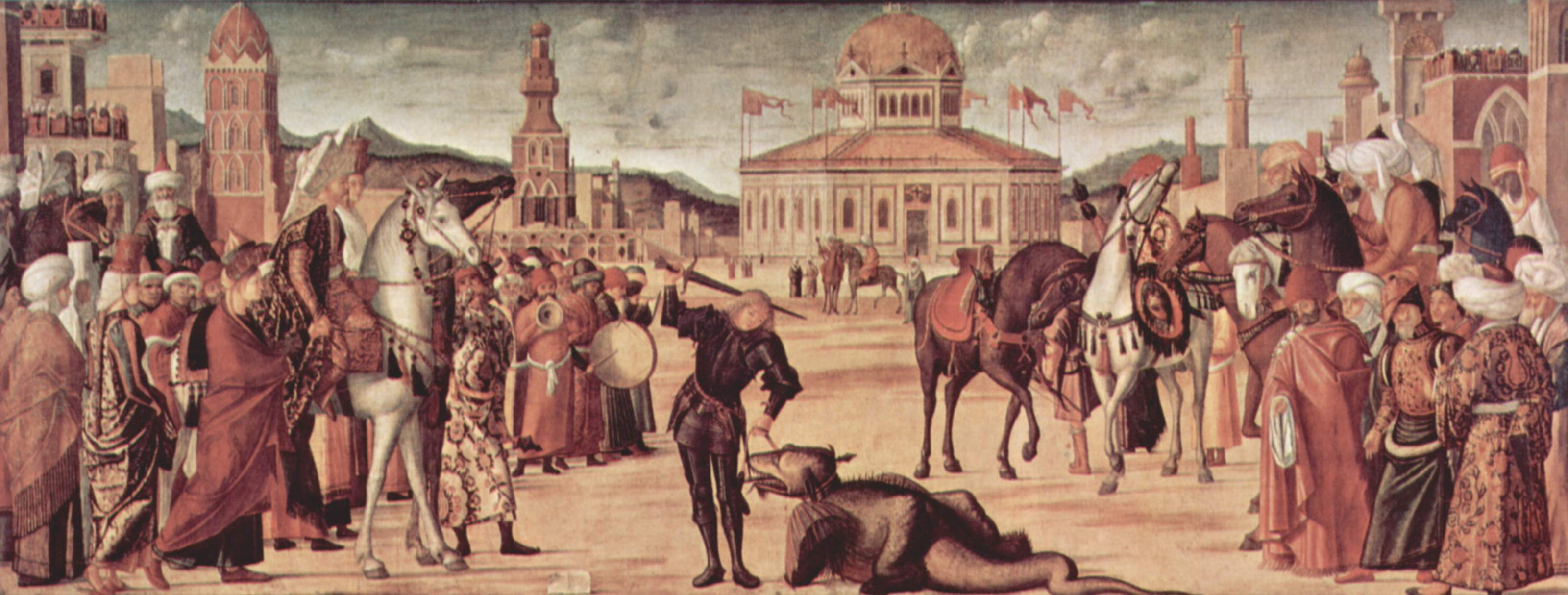
Triomphe de saint Georges, 141 × 360 cm, huile sur toile, Scuola di San Giorgio, Venise.
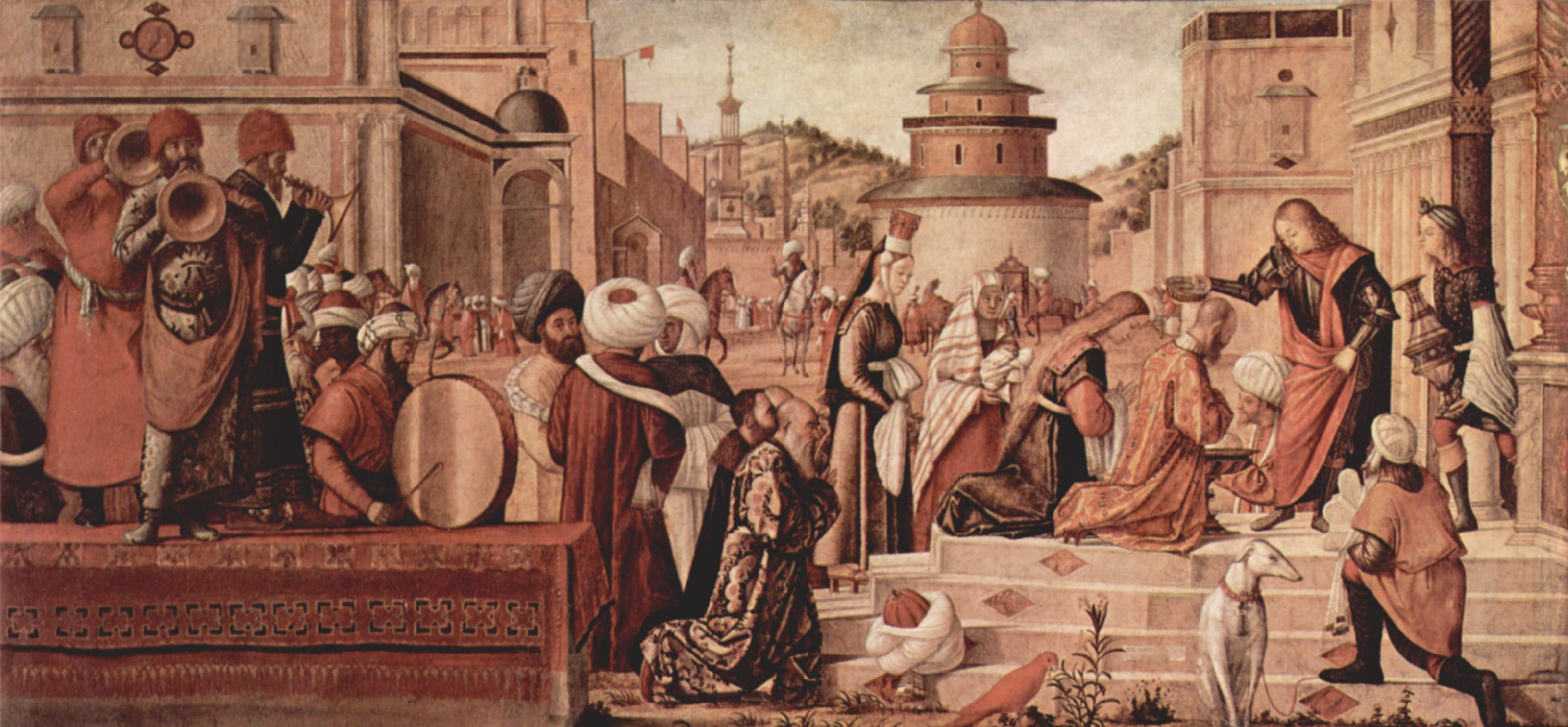
Saint Georges baptisant les Silénites, 141 × 285 cm, 1507, huile sur toile, Scuola di San Giorgio, Venise.
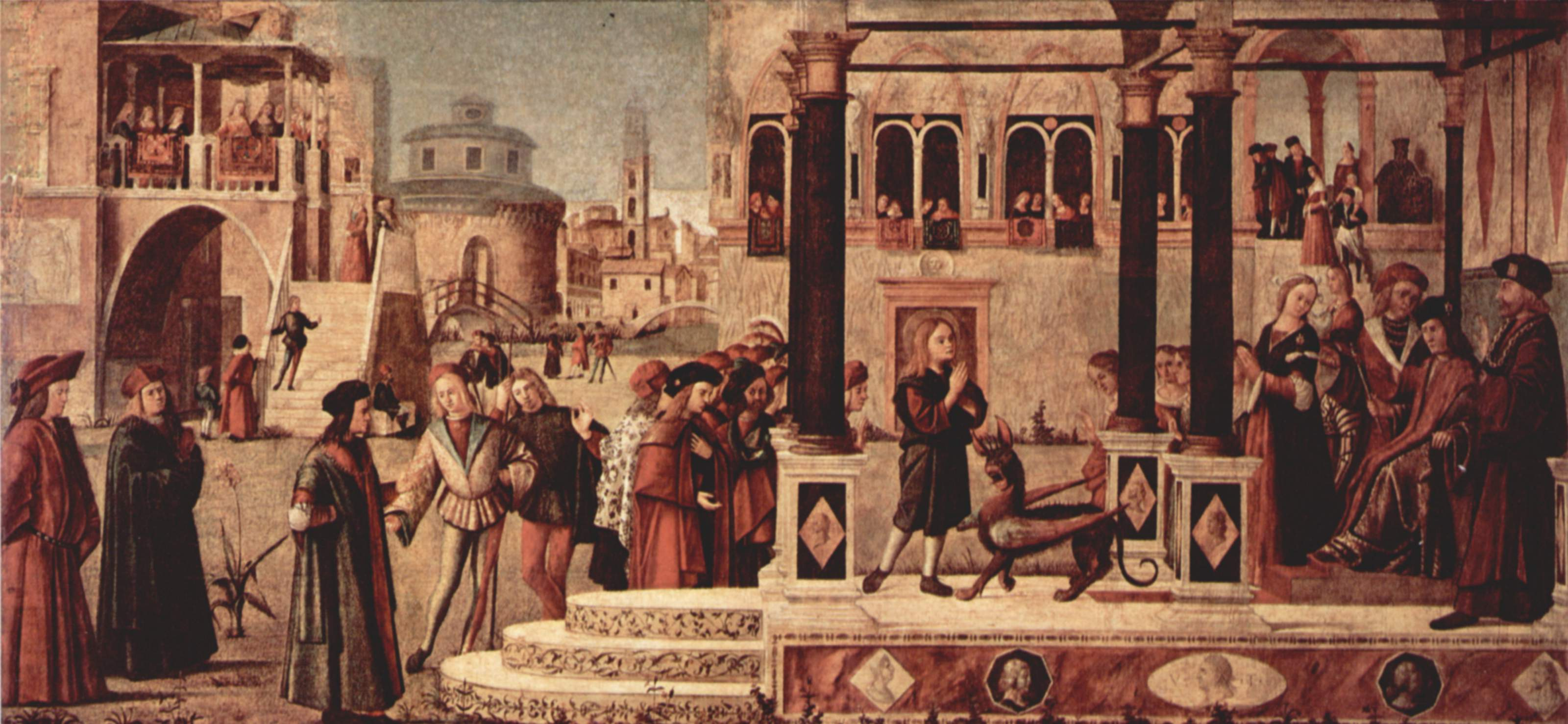
Miracle de saint Tryphon, 141 × 300 cm, 1507, huile sur toile, Scuola di San Giorgio, Venise.
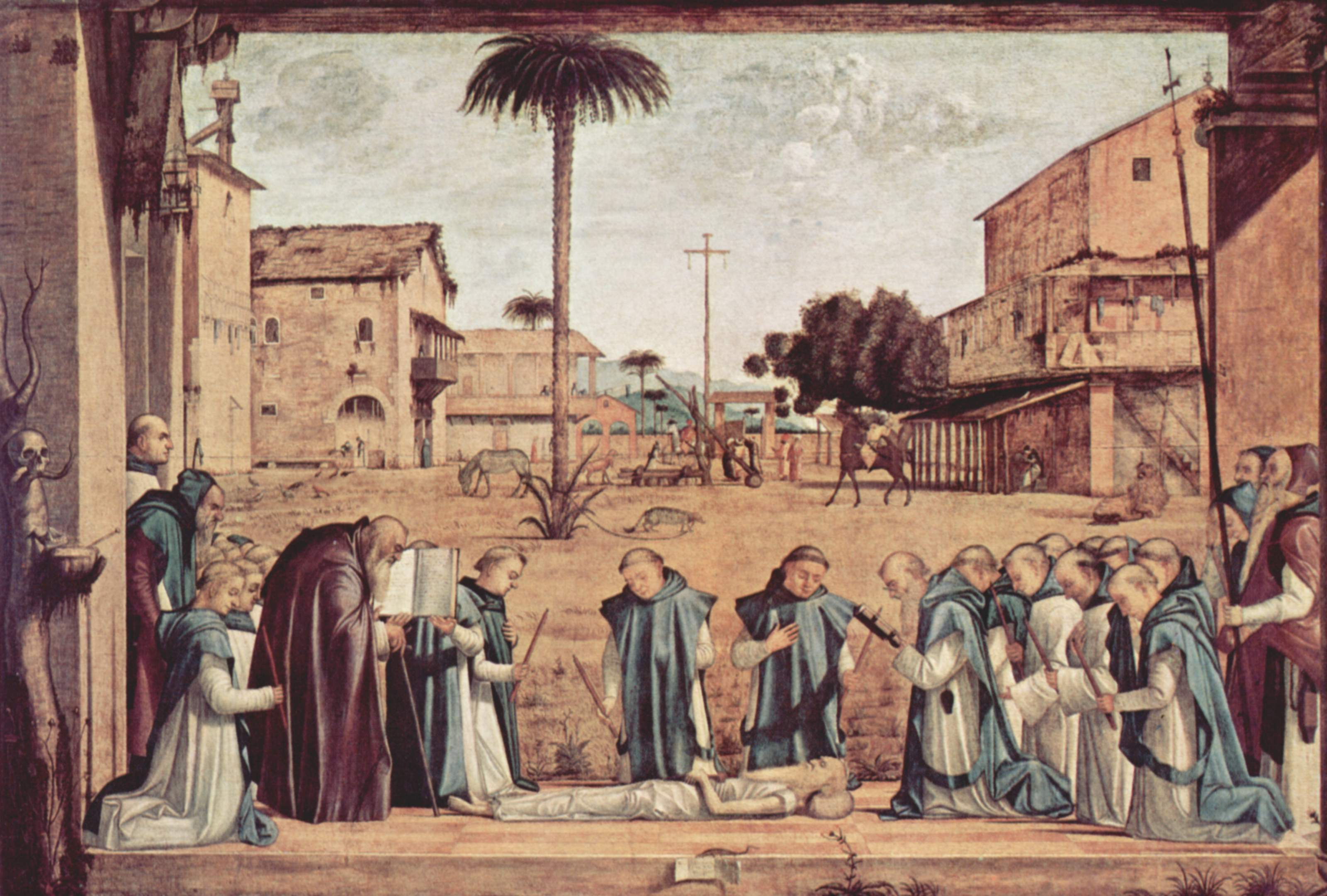
Les Funérailles de saint Jérôme, 141 × 211 cm, 1502, huile sur toile, Scuola di San Giorgio, Venise.
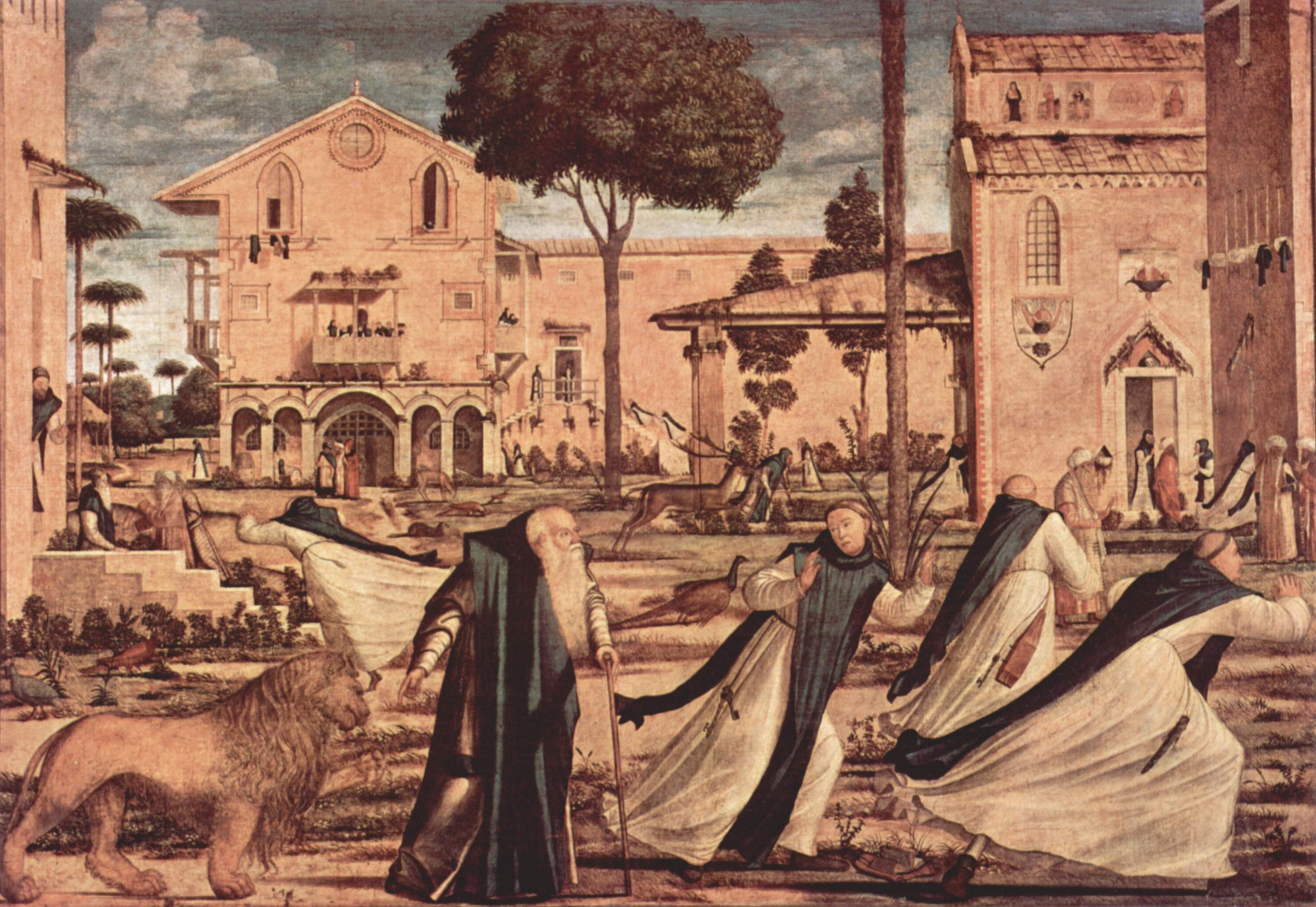
Saint Jérôme conduisant au monastère le lion blessé, 141 × 211 cm, 1502, huile sur toile, Scuola di San Giorgio, Venise.
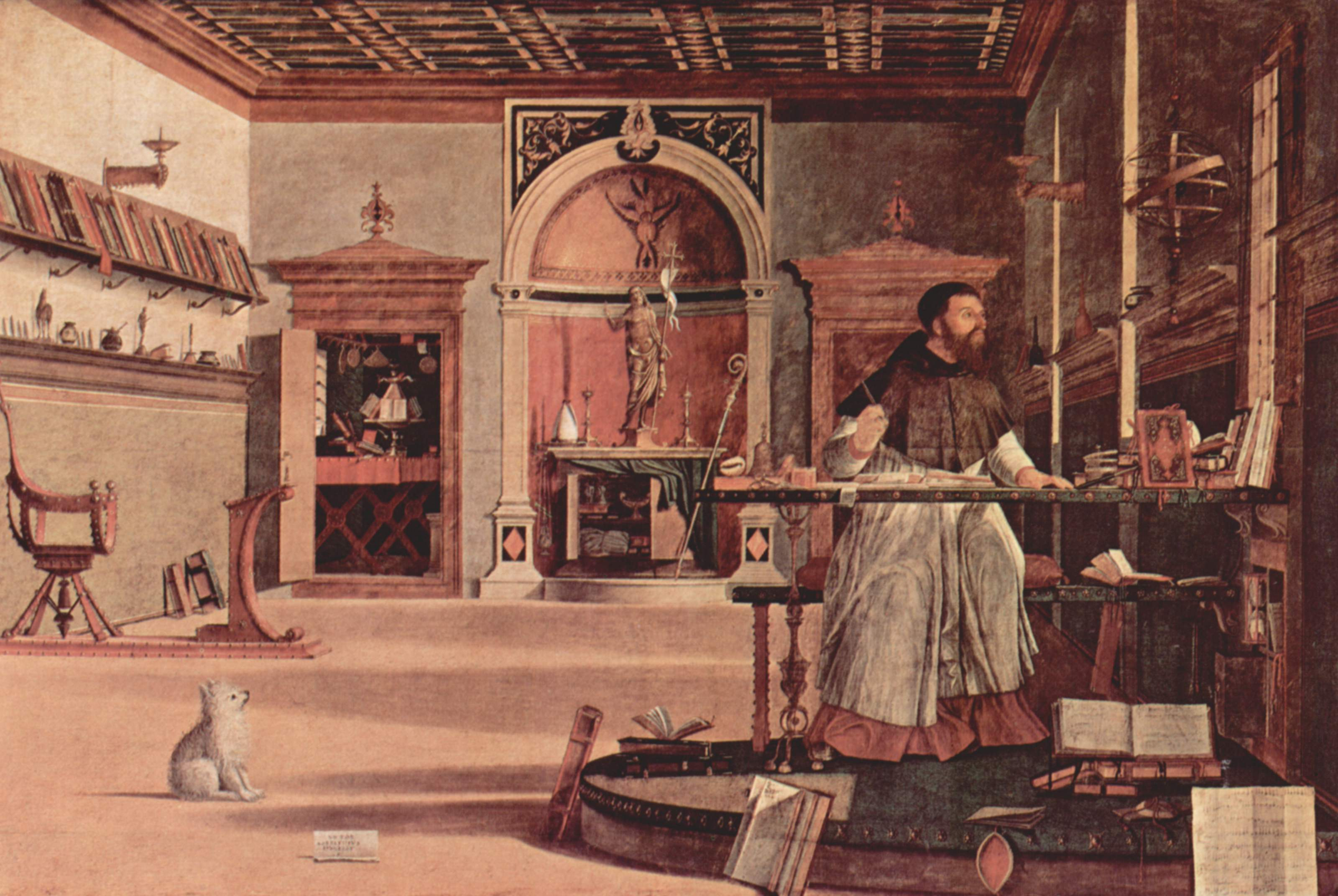
La Vision de saint Augustin, 141 × 210 cm, 1502, huile sur toile, Scuola di San Giorgio, Venise.

#### Histoires de la Vierge
Les histoires de la Vierge ont été peintes principalement dans les huiles (certains médias mixtes) . Cycle de toiles, peintes entre 1504-1508, répartis entre plusieurs musées.

Cycle de la Vierge
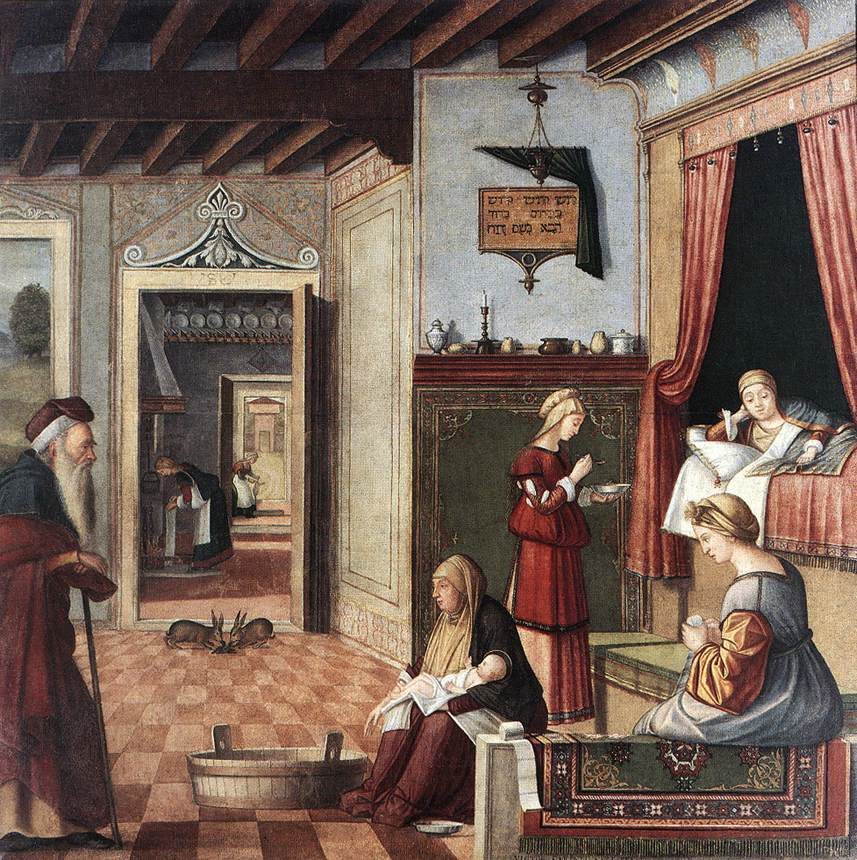
Nativité de la Vierge, 126 × 128 cm, tempera sur toile, Académie Carrara, Bergame.
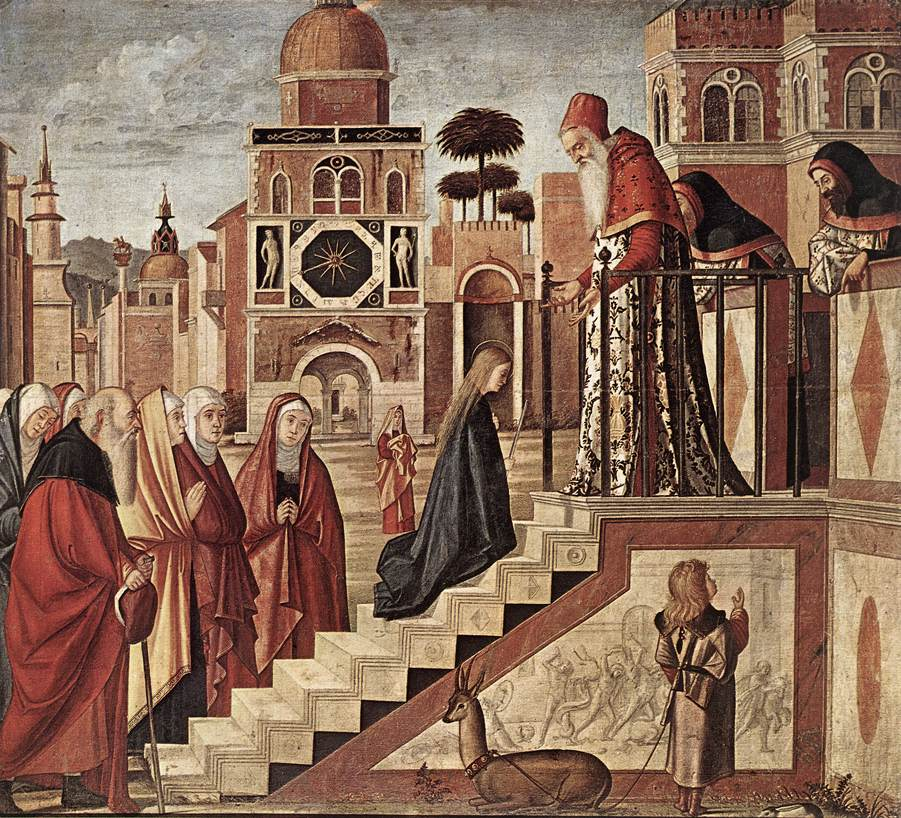
Présentation de la Vierge au Temple, 130 × 137 cm, huile sur toile, Pinacothèque de Brera, Milan.
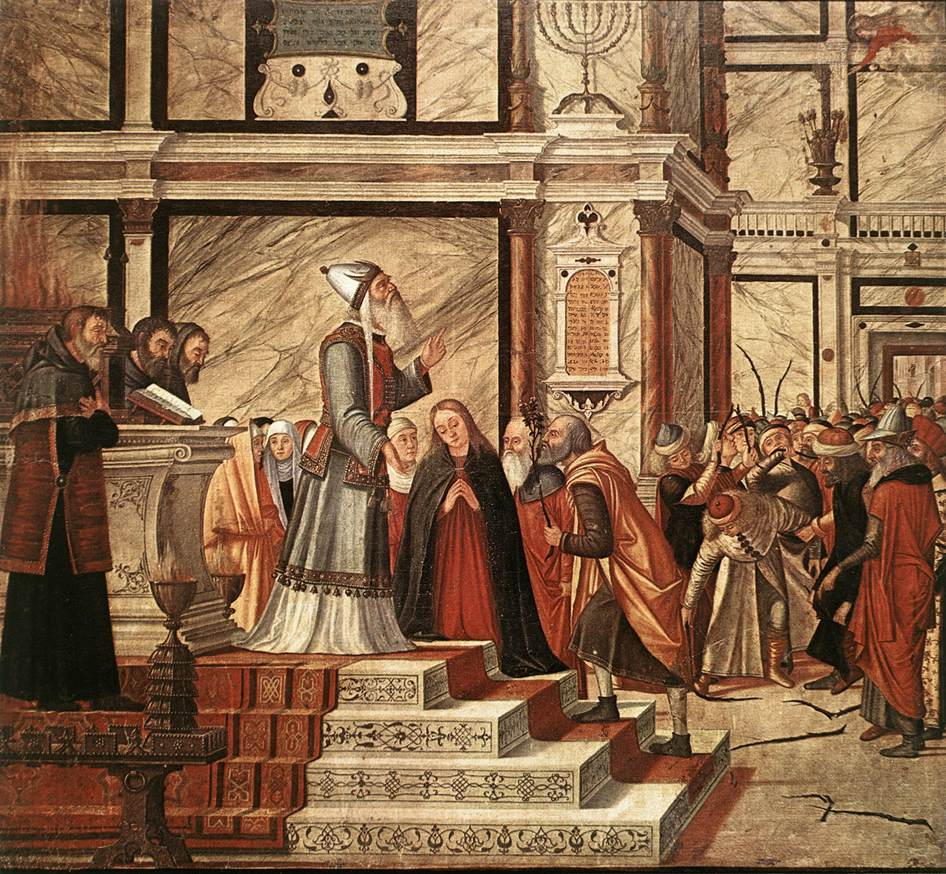
Miracle de la tige de floraison (ou Mariage de la Vierge), 130 × 140 cm, huile sur toile, Pinacothèque de Brera, Milan.
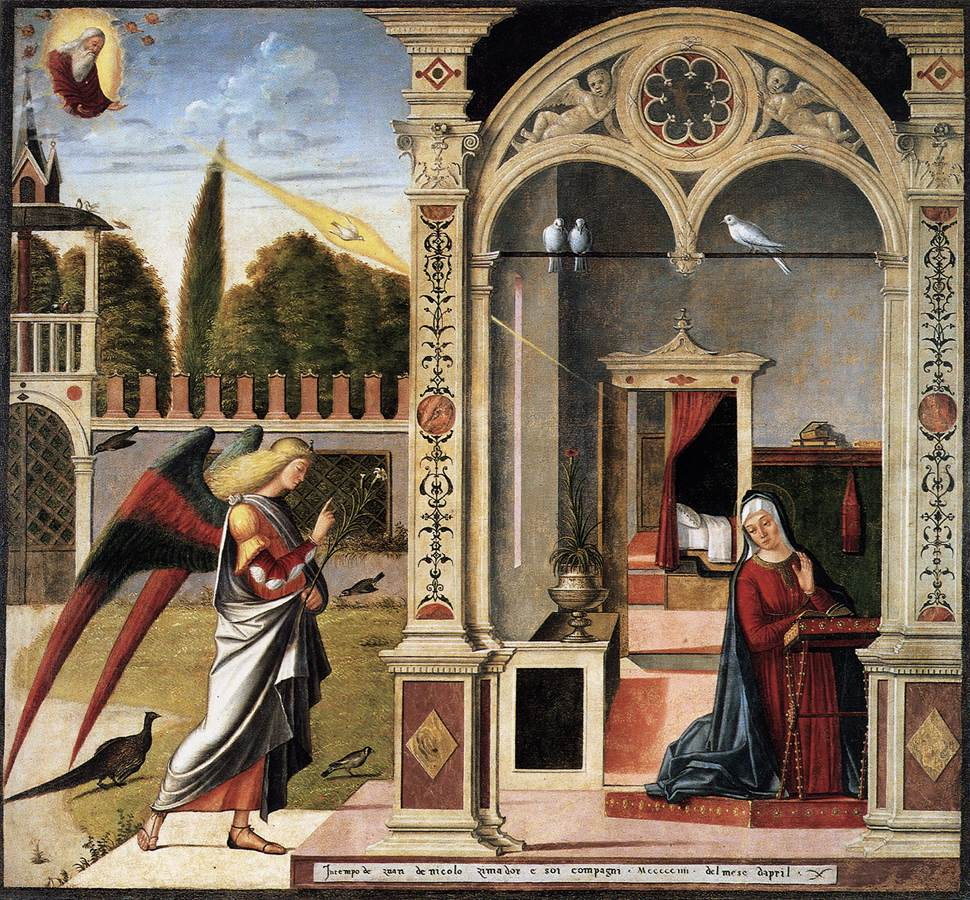
Annonciation, 130 × 140 cm, huile et tempera sur panneau, Galleria Franchetti, Ca' d'Oro, Venise.
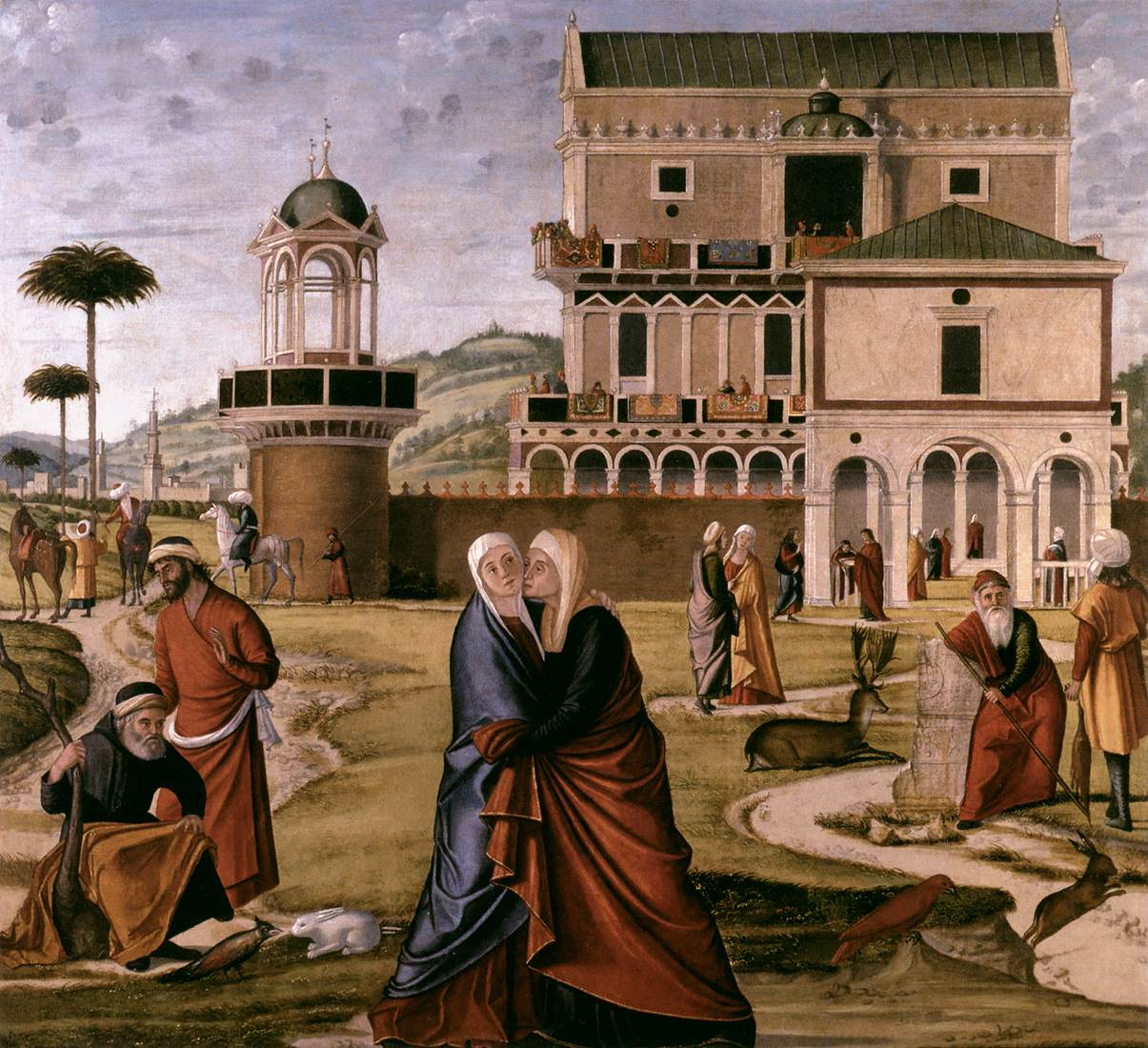
Visitation, 130 × 140 cm, huile sur toile, Museo Correr, Venise.
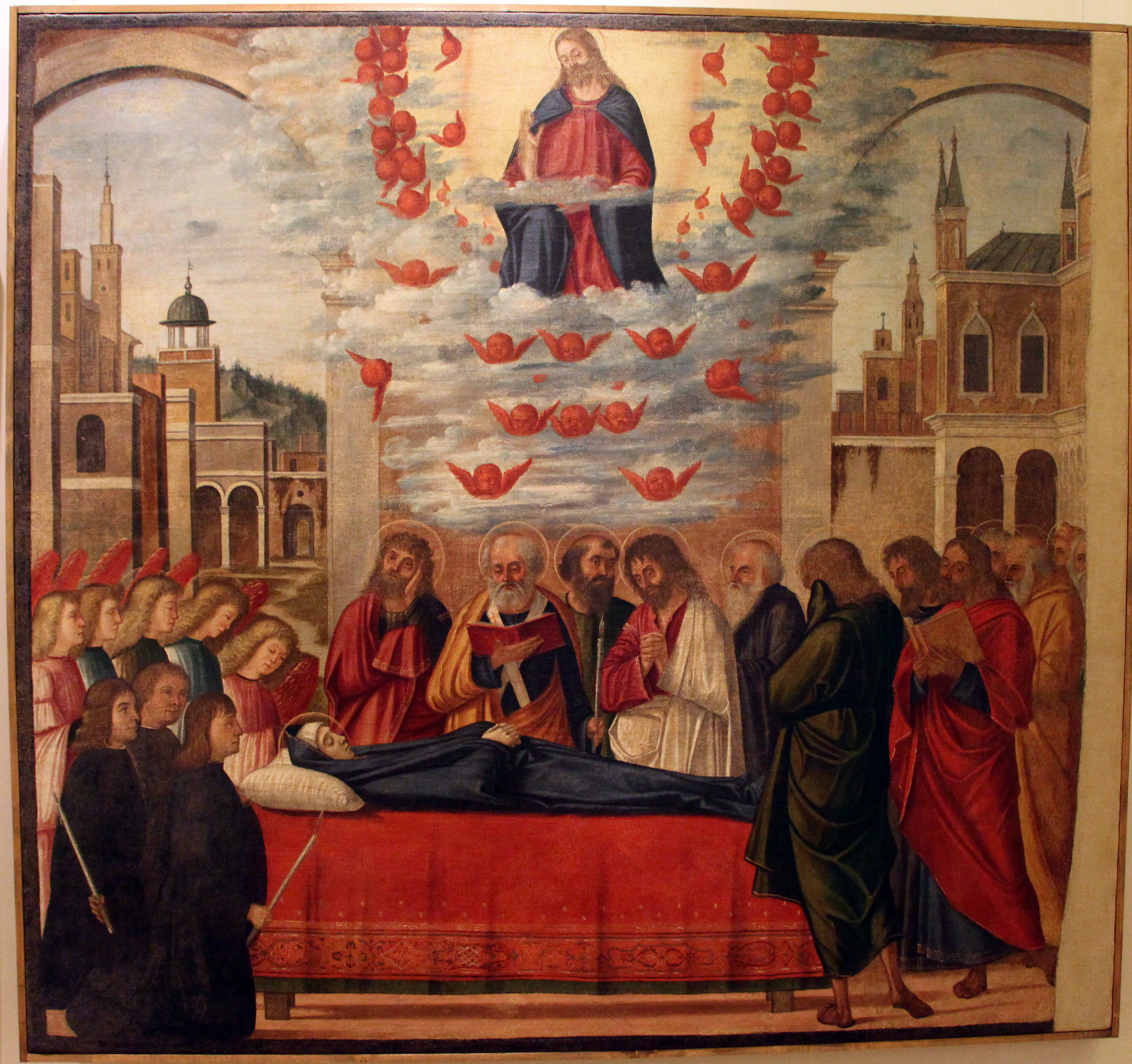
Mort de la Vierge, 130 × 141 cm, huile sur panneau ?, Galleria Franchetti, Ca' d'Oro, Venise.

#### Vie de saint Étienne
La confrérie des marchands et des artisans de laine (Laneri), décida de décorer la salle principale du bâtiment avec cinq toiles commandées à Vittore Carpaccio, par l'histoire de saint Étienne, patron de l'école. Cycle de peintures, entre 1511-1520, huile sur panneau, dans divers musées.

Cycle de saint Étienne
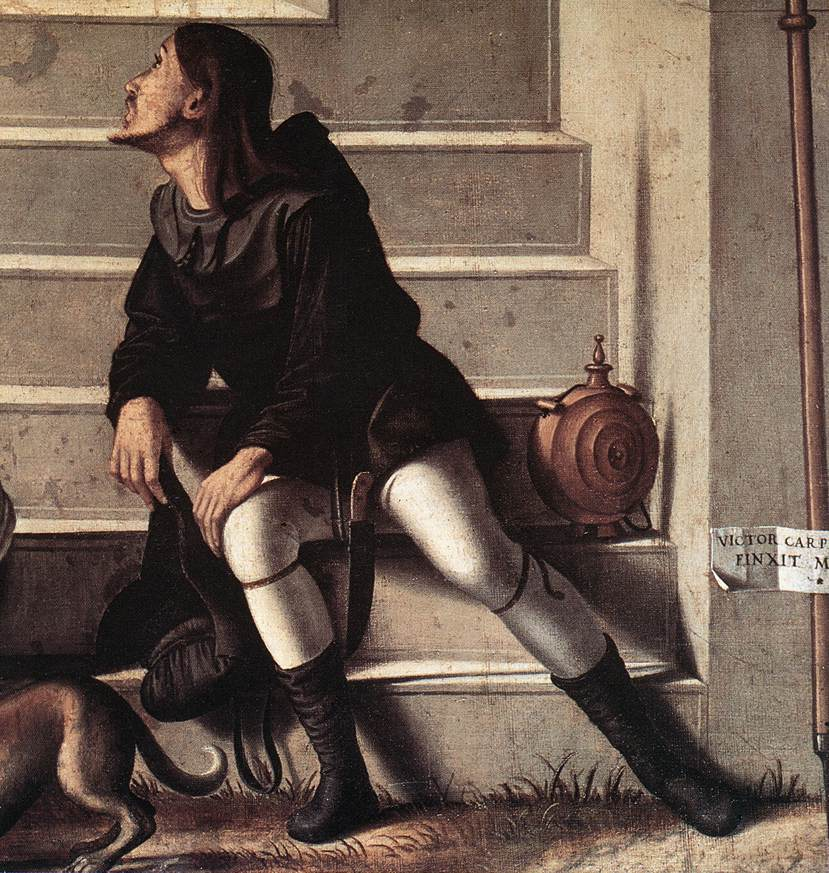
Saint Étienne consacrée diacre (détail) Saint Roch ?), 1511, tempera sur toile, Gemäldegalerie (Berlin).
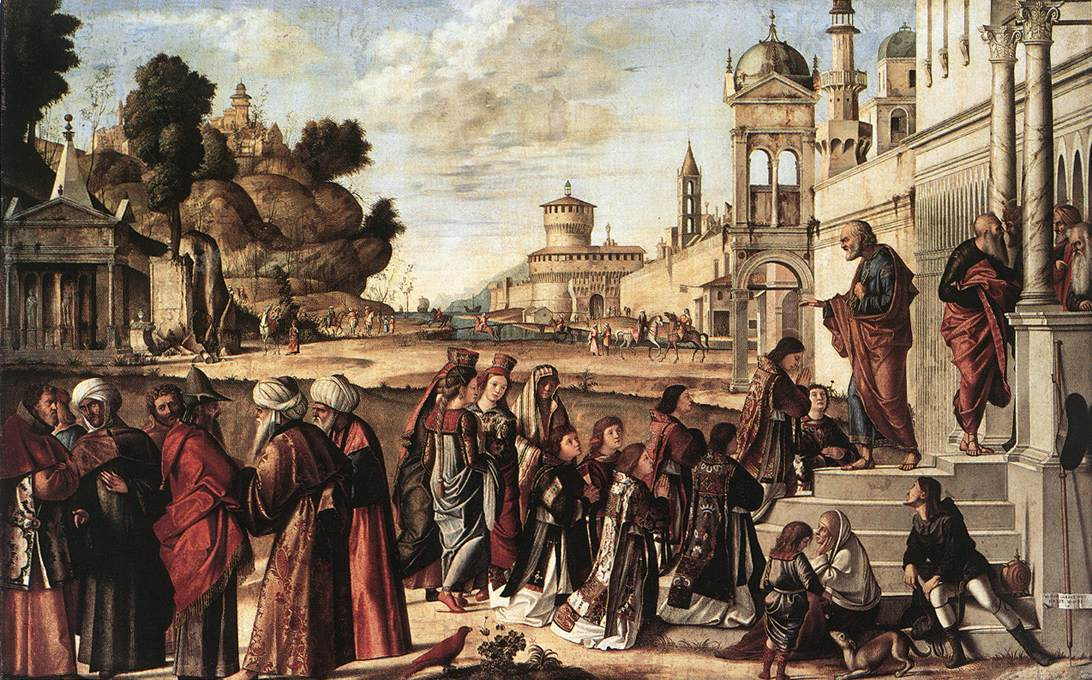
Saint Étienne et six de ses collègues diacres consacrée par saint Pierre, 1511, 148 × 231 cm, tempera sur toile, Gemäldegalerie (Berlin).
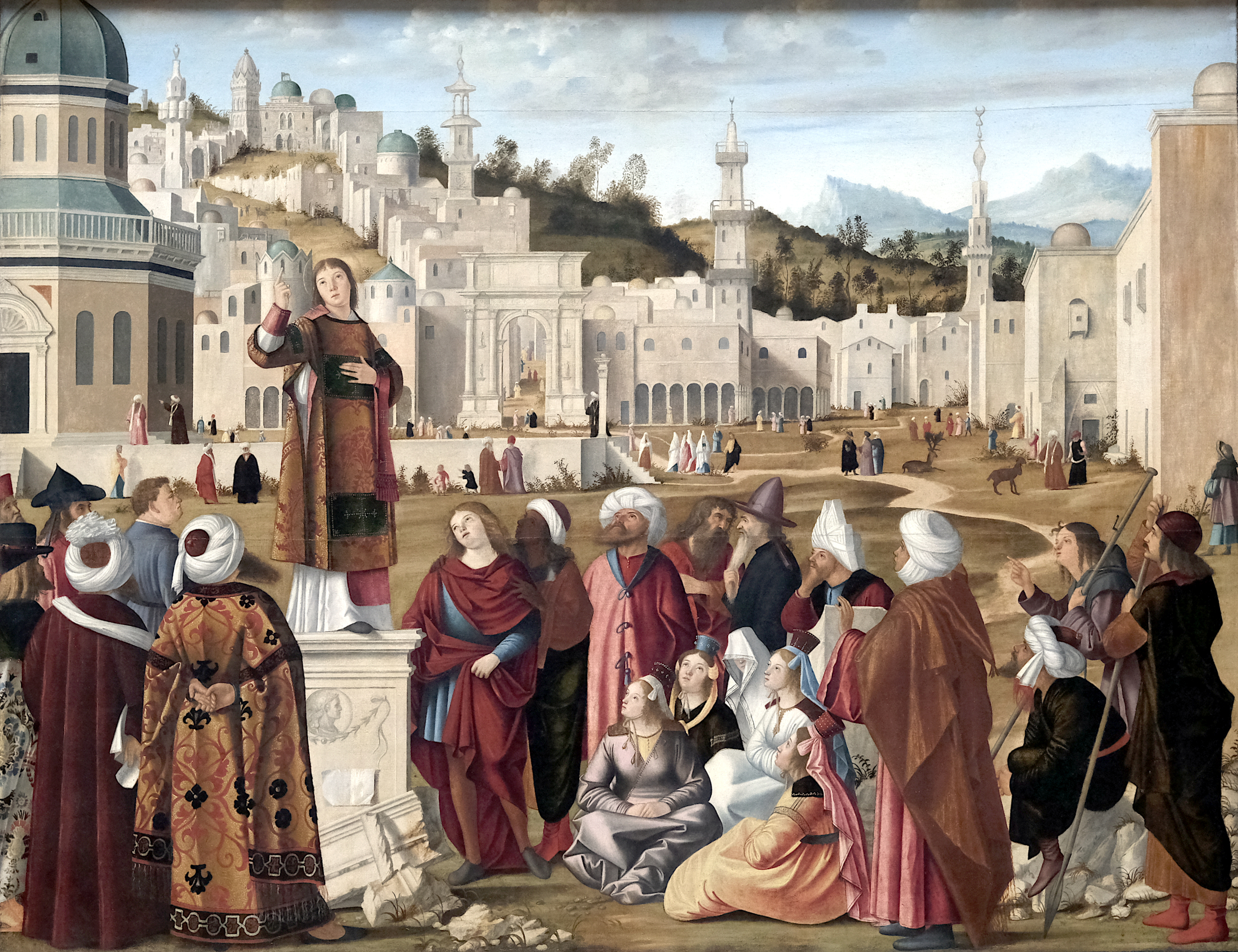
Prédication de saint Étienne, 1514, 152 × 195 cm, huile sur panneau, Musée du Louvre, Paris.
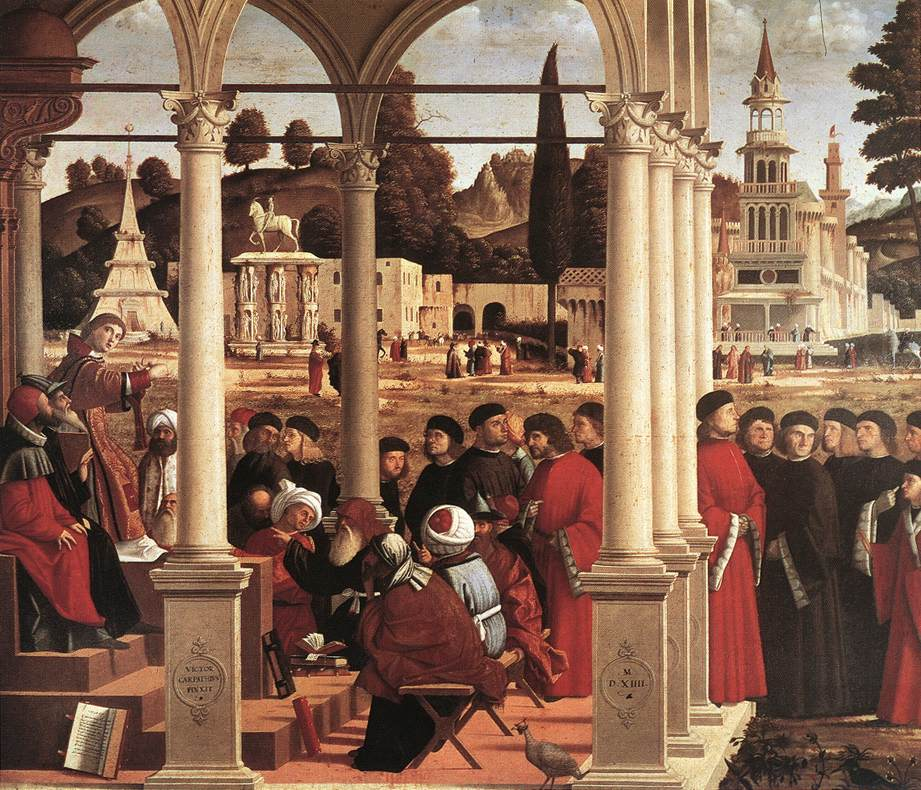
Dispute de saint Étienne, 1514, 147 × 172 cm, huile sur panneau, Pinacothèque de Brera, Milan.
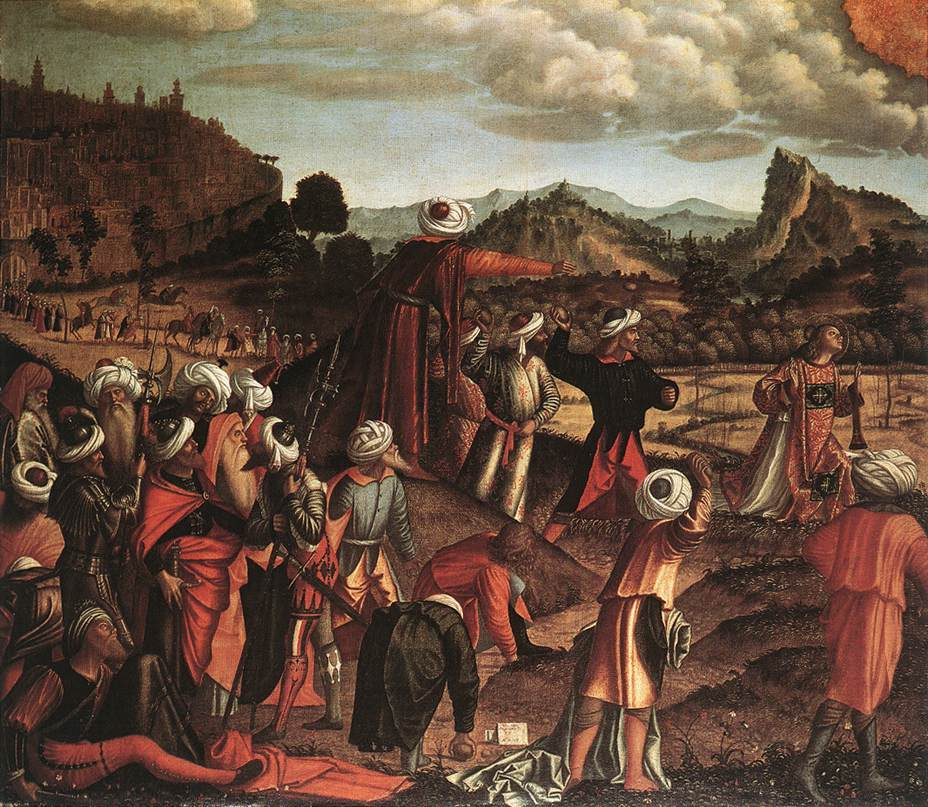
Lapidation de saint Étienne, 1520, 142 × 170 cm, tempera sur toile, Staatsgalerie (Stuttgart).

### Portraits

Divers portraits du maître
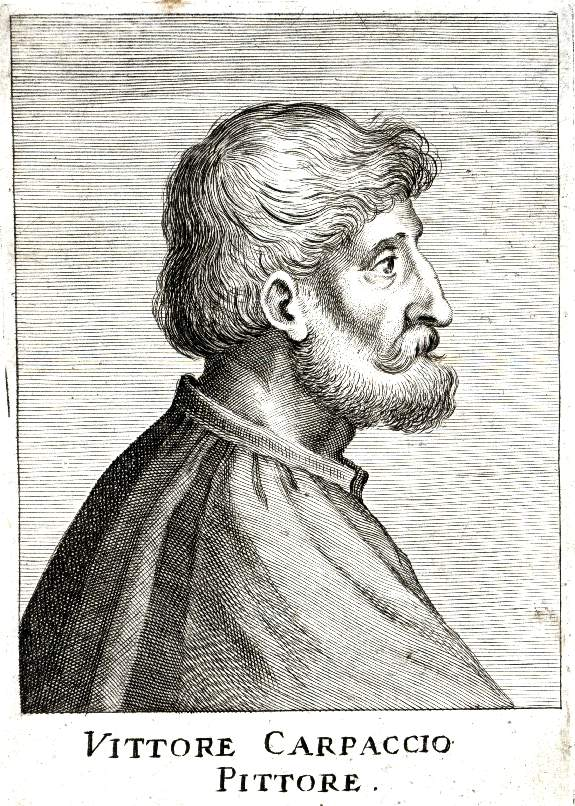
Vittore Carpaccio, vers 1700.
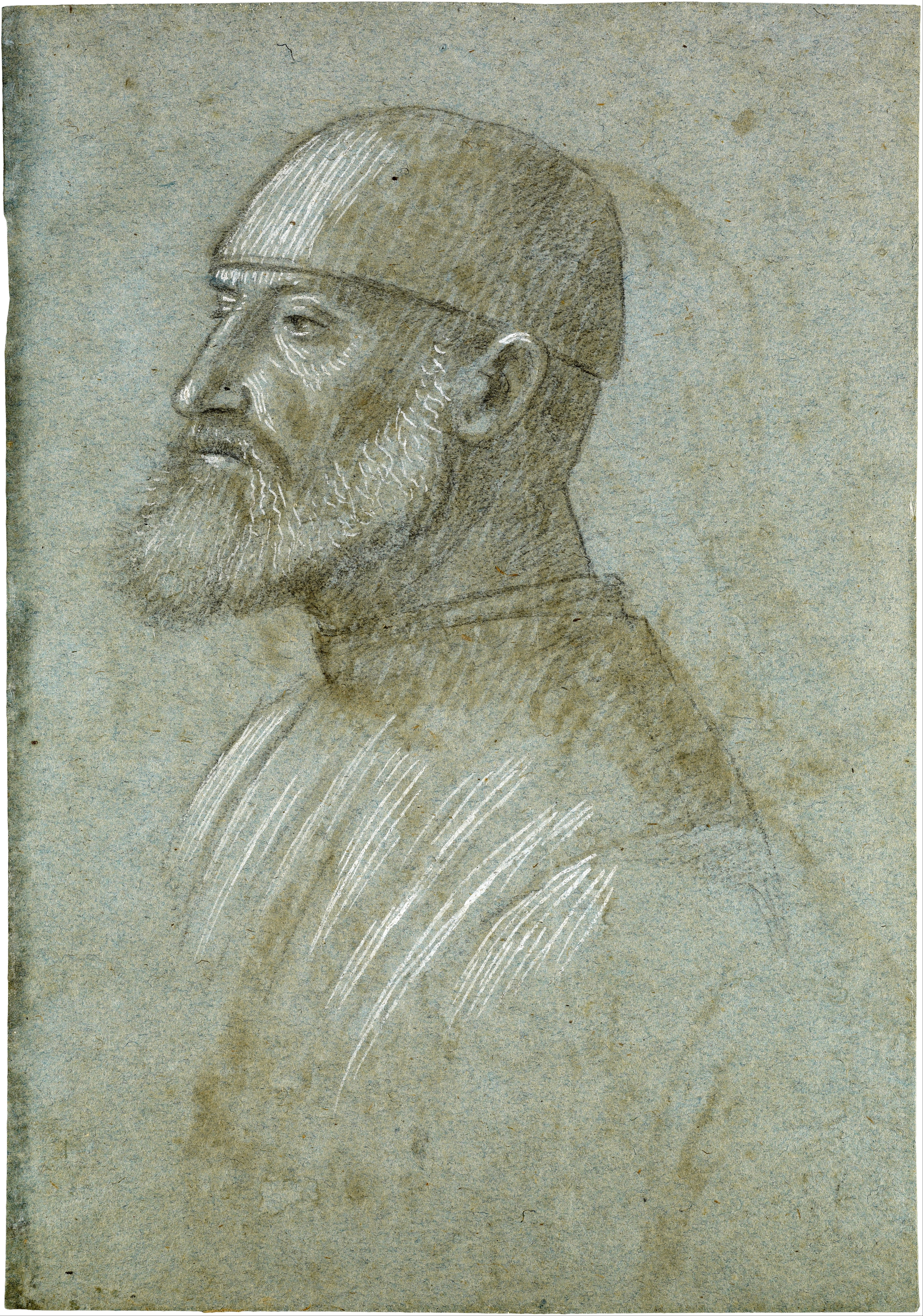
Tête d'homme barbu coiffé d'une casquette, de profil à gauche, 1460-1499, 18,5 × 26,5 cm, Pierre noire, lavis brun, rehauts de gouache blanche, sur papier bleu. Morgan Library and Museum, New York.
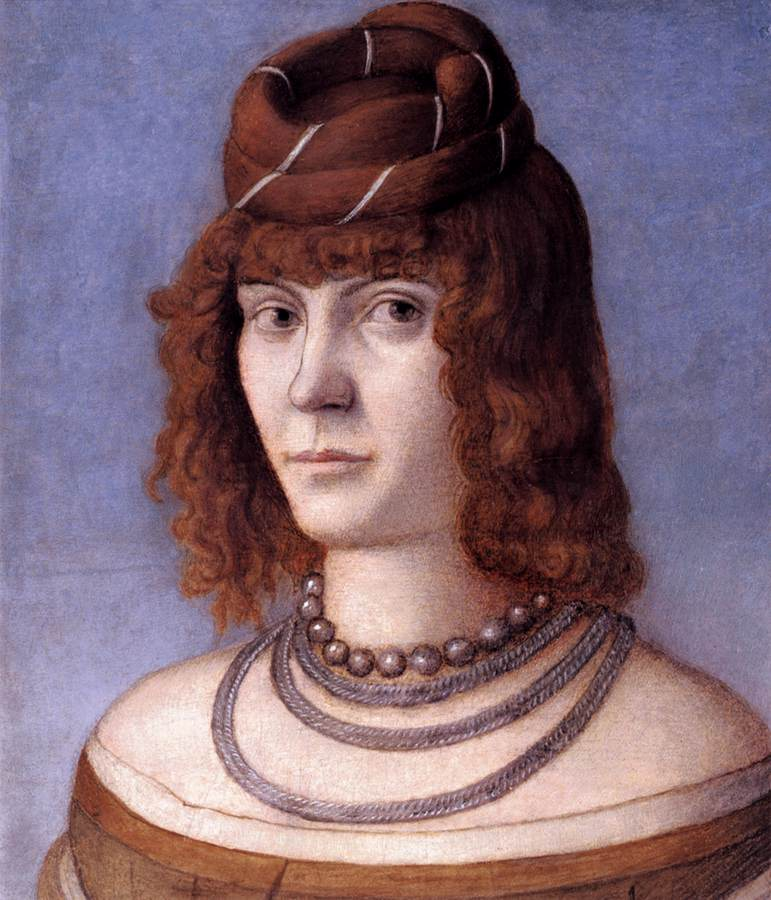
Portrait de femme, entre 1495-1498, 29 × 24 cm, huile sur panneau, Galerie Borghèse, Rome.
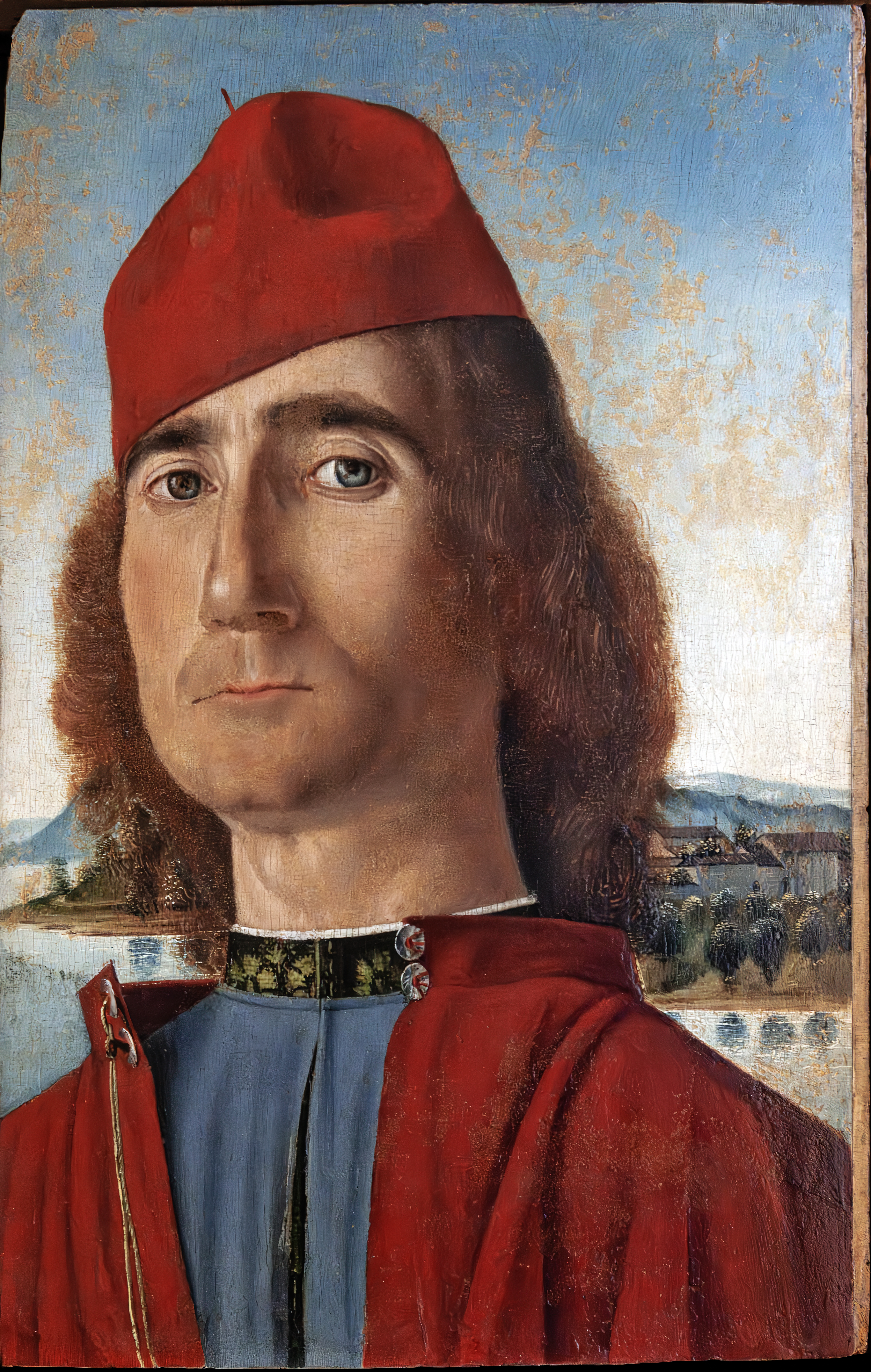
Homme au béret rouge, entre 1490-1493, 35 × 23 cm, tempera sur bois, Museo Correr, Venise.
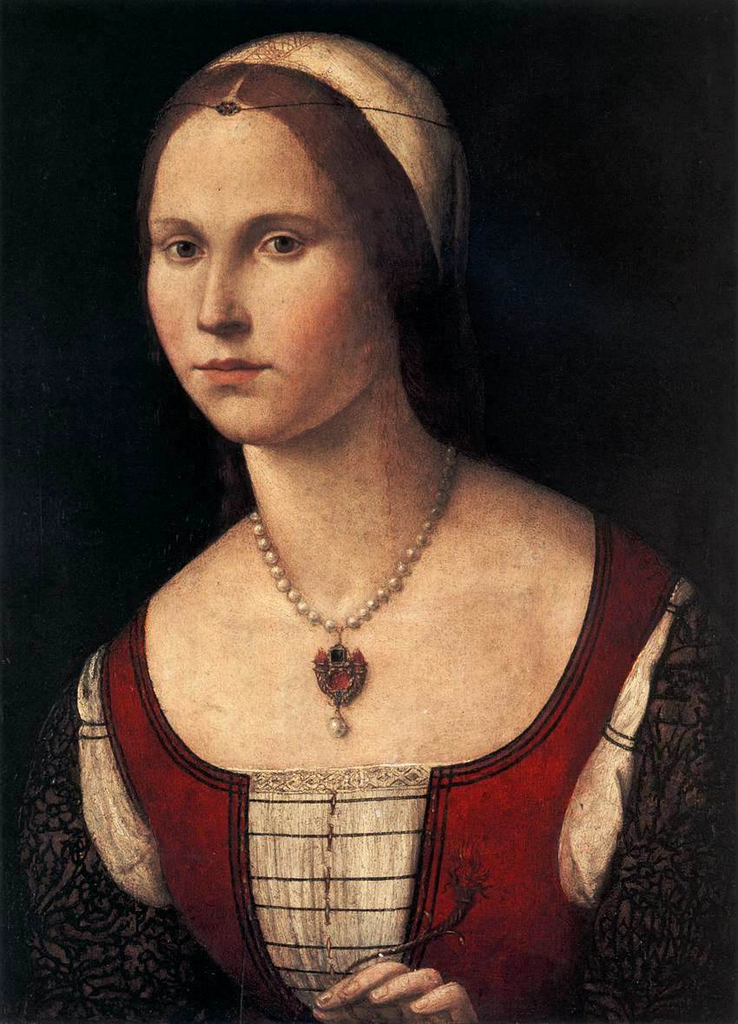
Portrait d'une jeune femme, vers 1500, 57 × 44 cm, huile sur panneau, Collection privée.
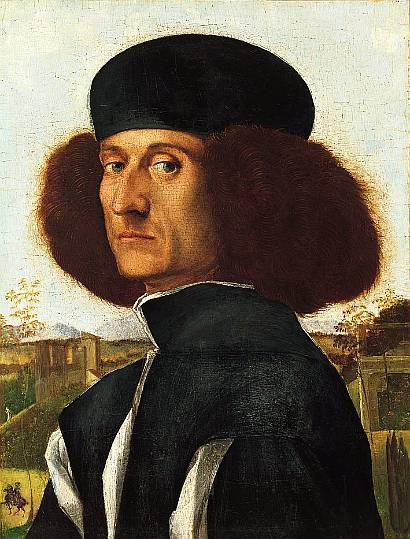
Portrait d'un noble vénitien, vers 1510, huile sur panneau, Norton Simon Museum, Pasadena.
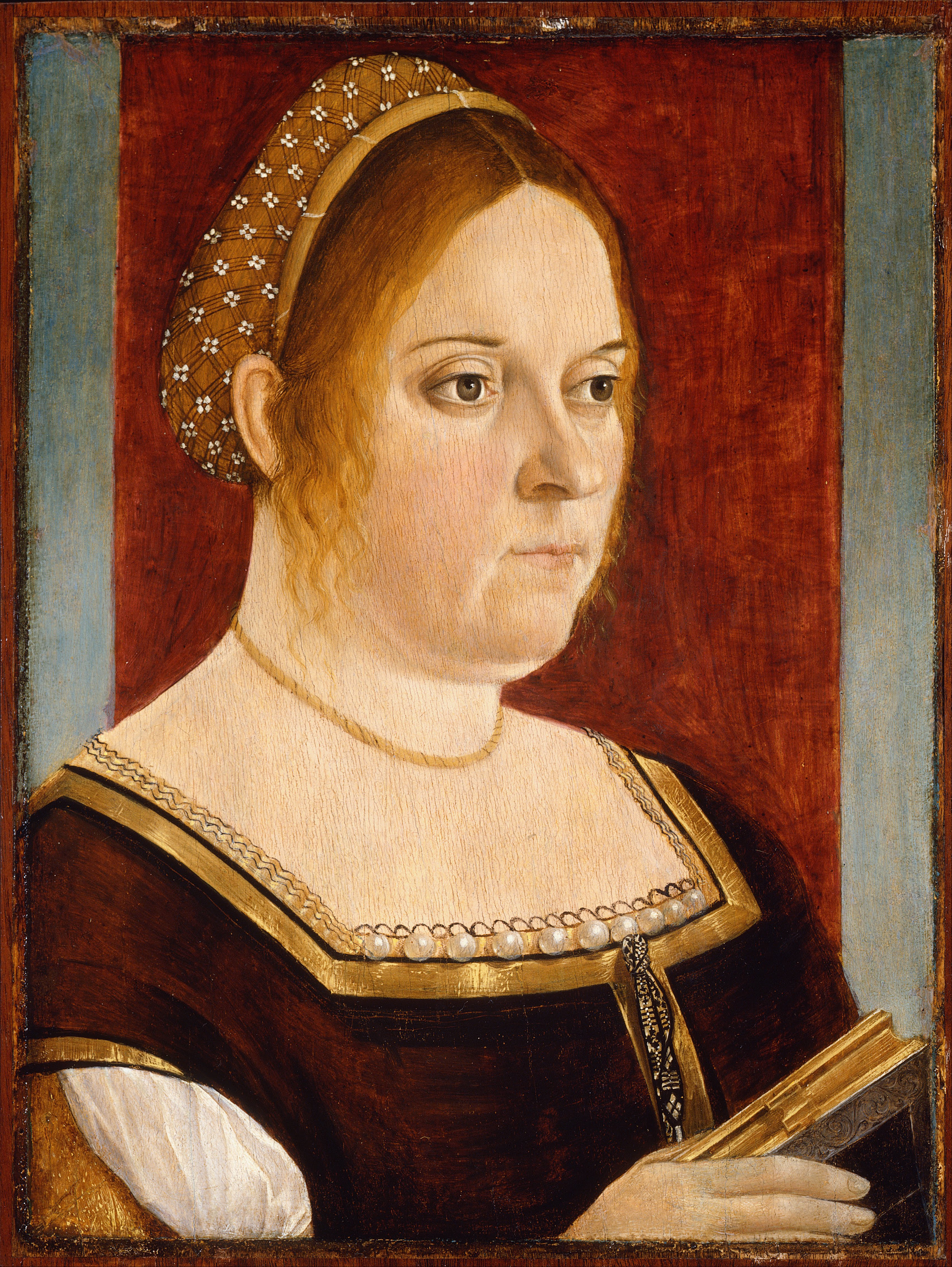
Portrait d'une dame avec un livre, vers 1495, 39,3 × 28,8 cm, huile sur panneau, Musée d'art de Denver, Colorado.

### Dessins

Dessins et études du maître
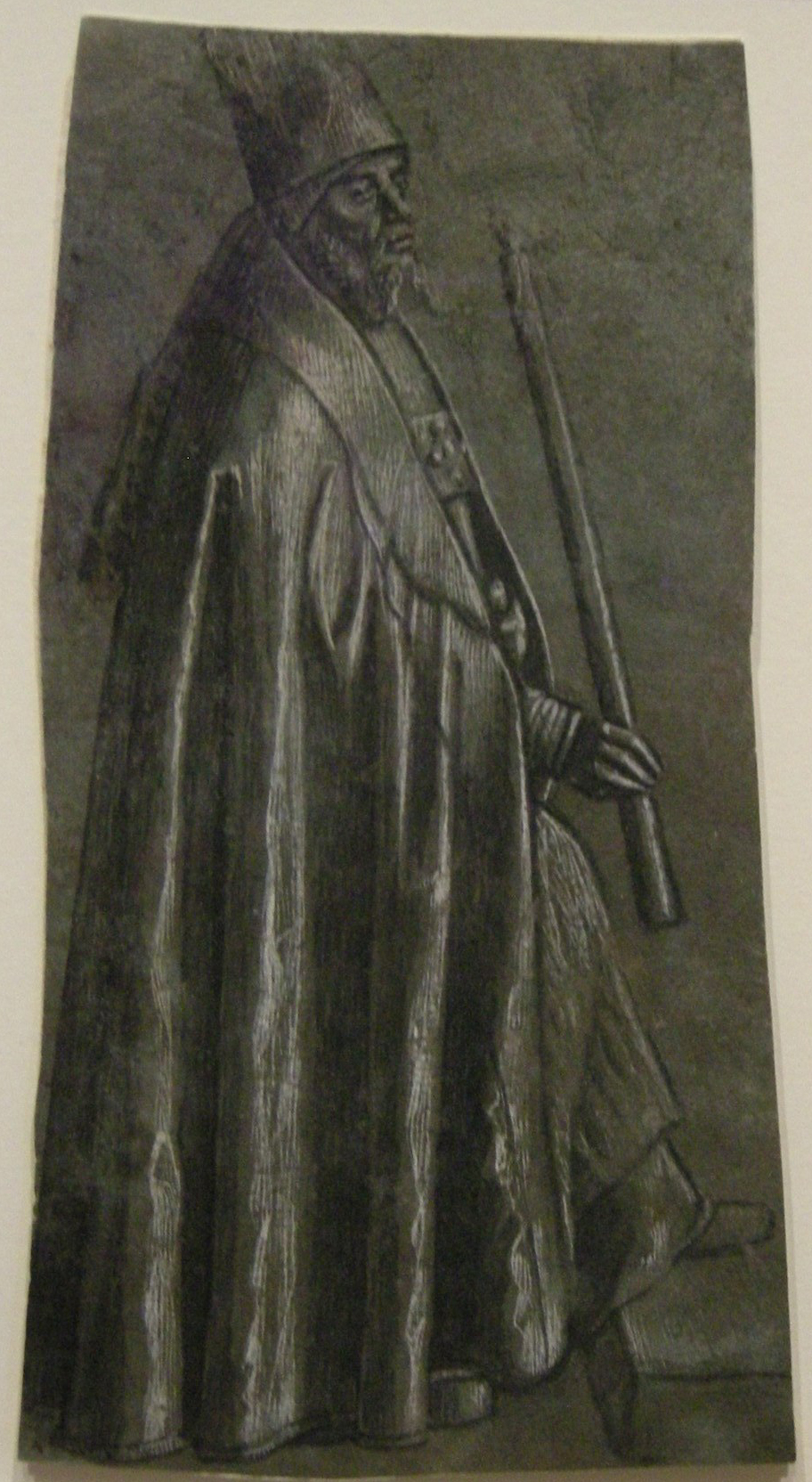
Évêque avec une chandelle, étude pour l'histoire de la Scuola di Sant'Orsola, 1493.
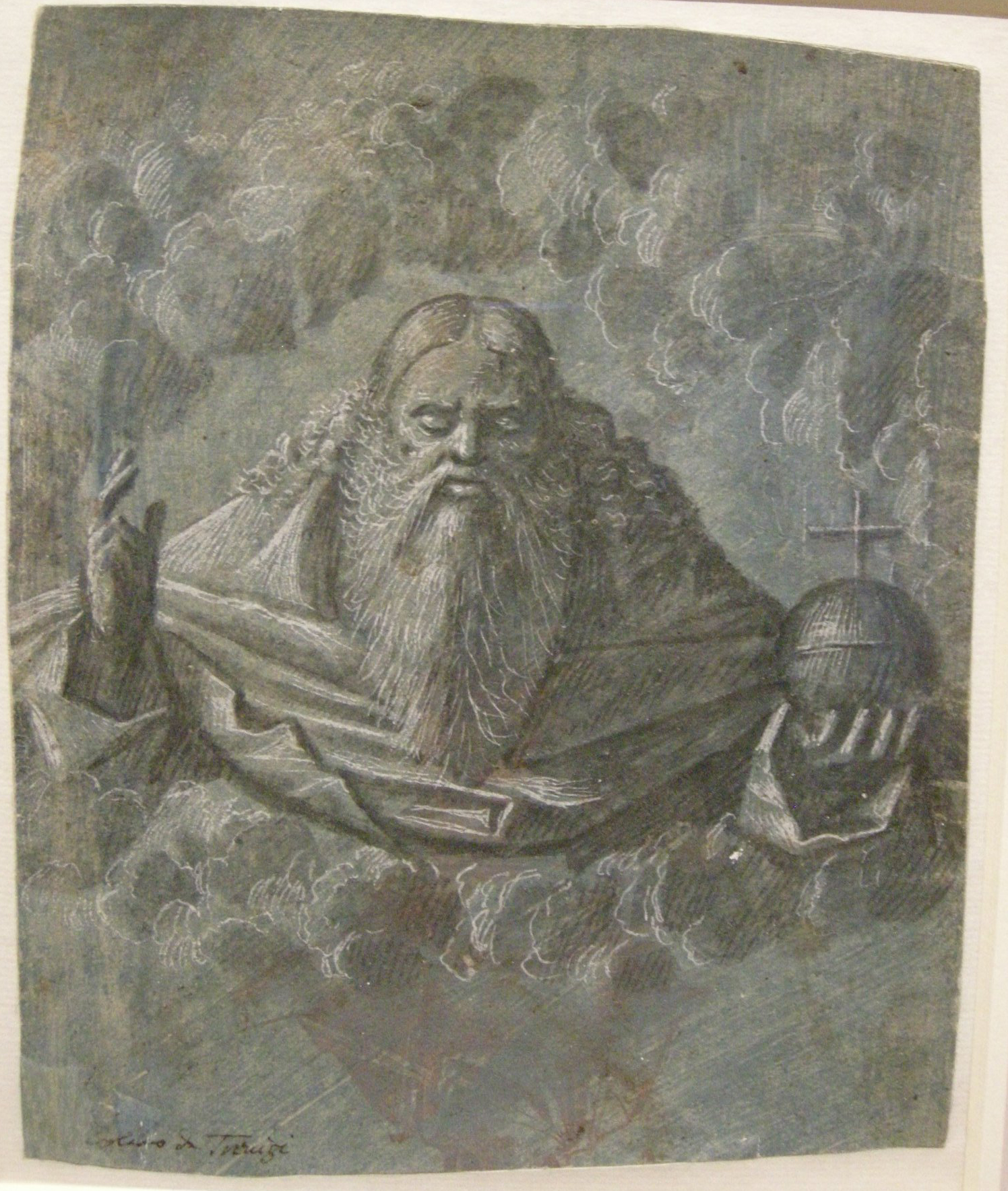
Dieu, le père, entre 1495-1500.
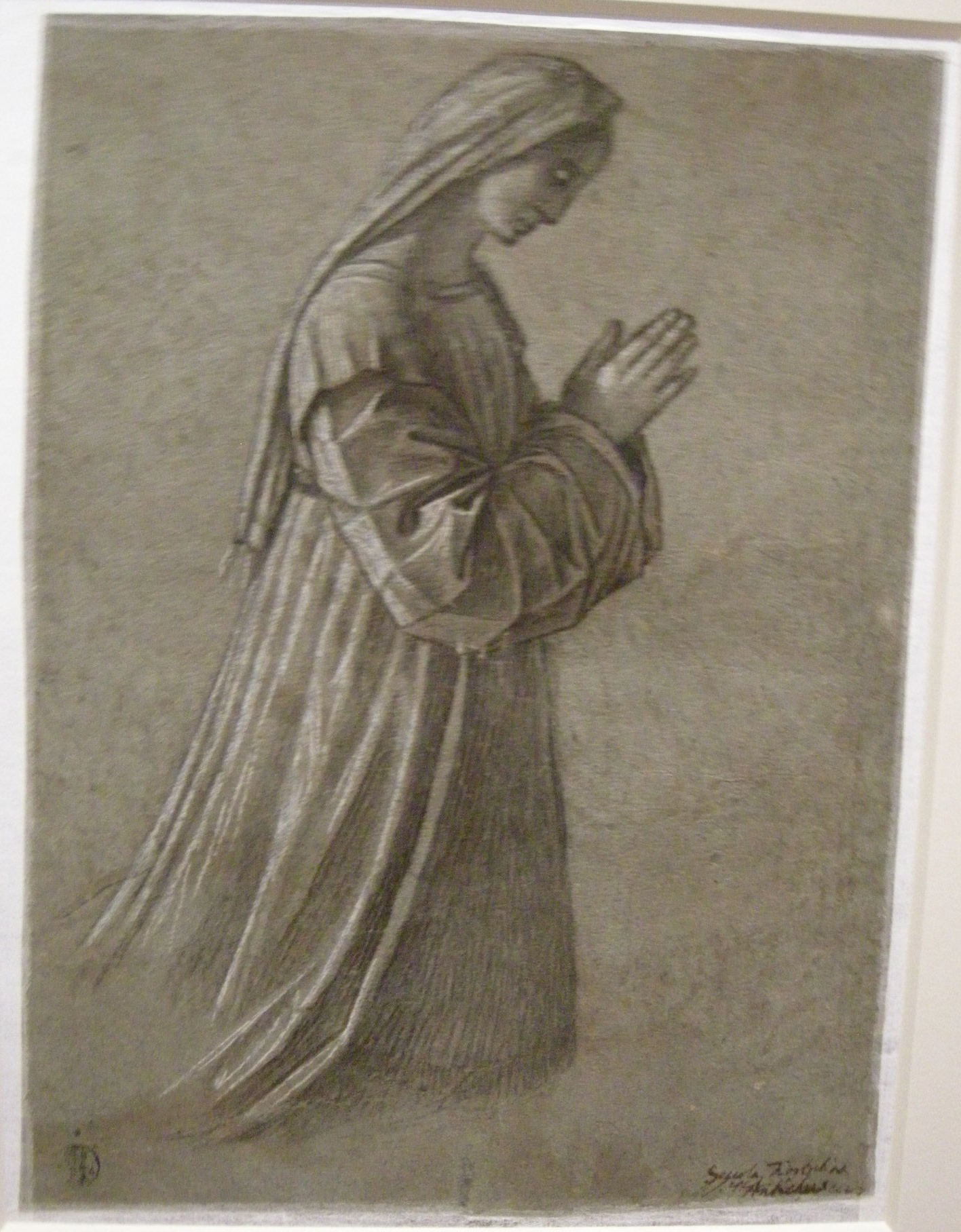
Étude de la Vierge de l’annonciation, vers 1505.
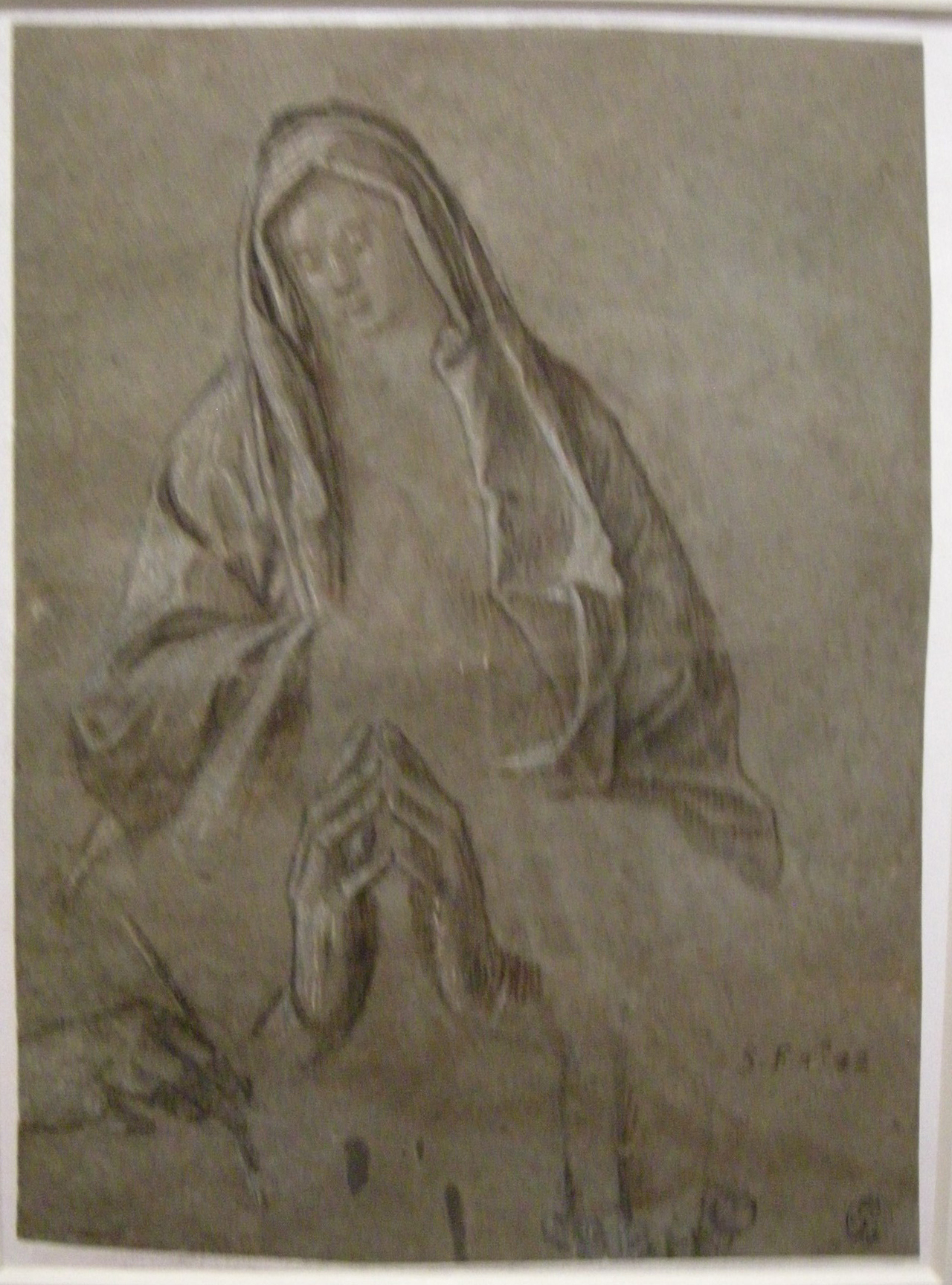
Étude de la Vierge d'humilité, vers 1505.
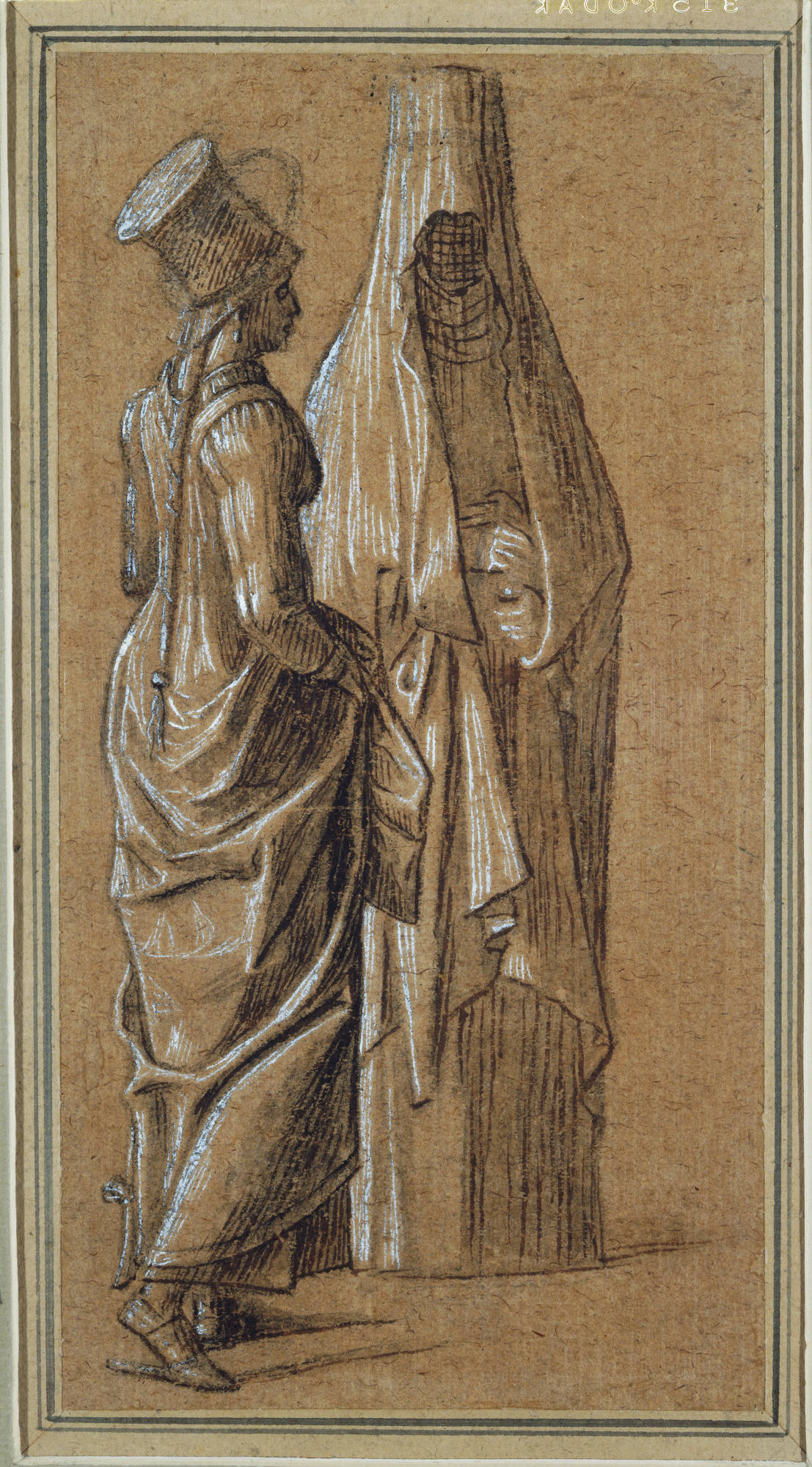
Deux femmes debout, dont une en robe mamelouk, entre 1495-1516, 23,2 × 12,1 cm, pinceau et encre brune et lavis gris-brun, rehauts de gouache blanche sur pierre noire, et papier brun clair, Musée d'art de l'université de Princeton.
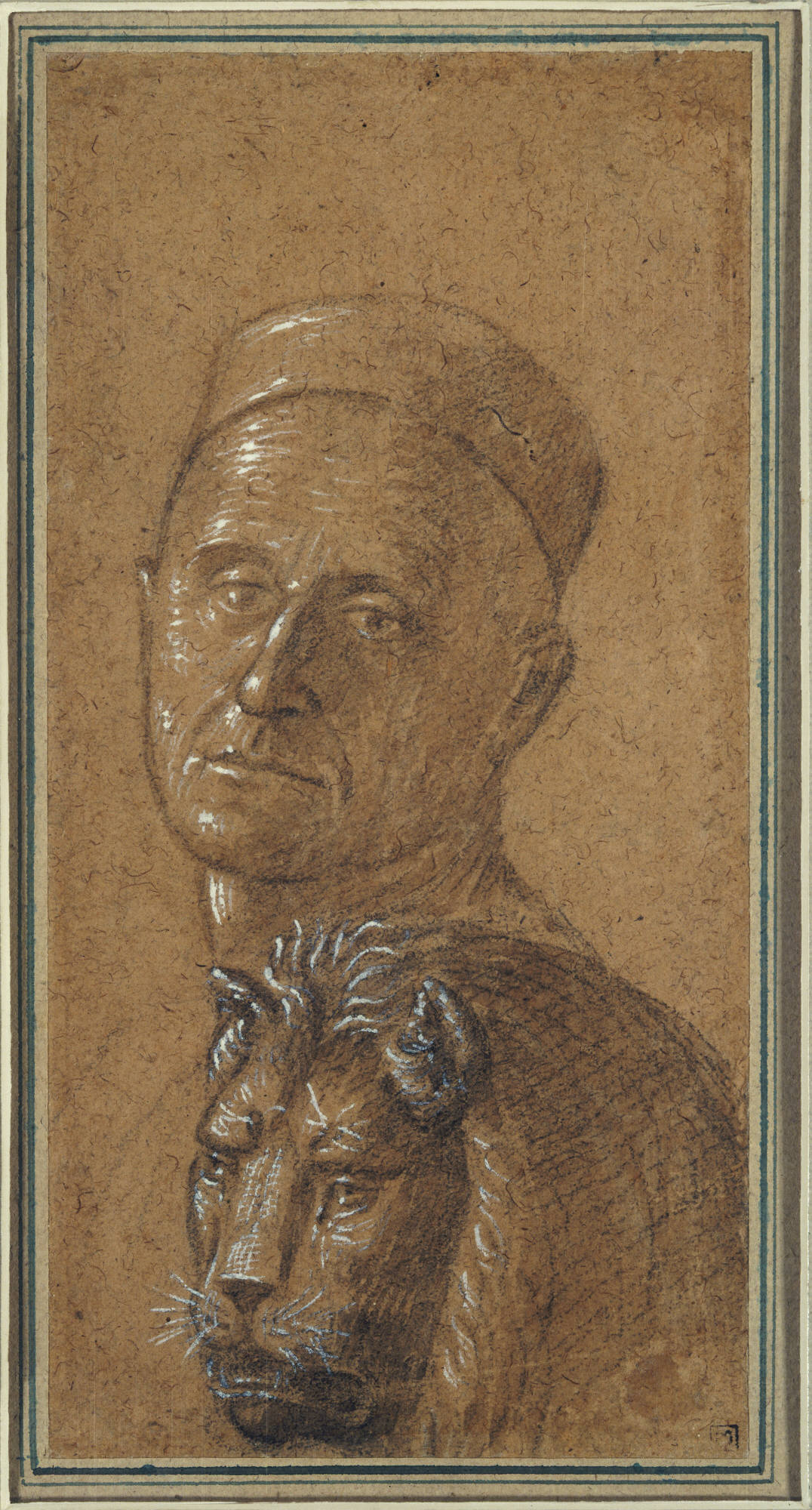
Tête d'homme et tête de lion, entre 1495-1516, 23,2 × 12,1 cm, pinceau et lavis brun et pierre noire, avec rehauts de gouache blanche sur papier vergé brun de lumière, Musée d'art de l'université de Princeton.

## Hommages
En 1963, une exposition consacrée à Carpaccio rassembla à Venise nombre de ses œuvres dans le cadre prestigieux du Palais des Doges.
C'est à cette occasion que le nom du peintre fut donné à un plat, le carpaccio, composé de très fines tranches de filet de bœuf cru servies avec un assaisonnement,. L'appellation viendrait de la prédominance des tons rouge vif dans la peinture de Vittore Carpaccio.